# Marine byzantine
Vous lisez un « article de qualité » labellisé en 2011.
La marine byzantine constitue la composante maritime des forces armées de l’Empire byzantin. Héritière de la marine romaine, elle continua d’ailleurs à en porter le nom (Ῥωμαῖκό ναυτικό : Rhômaiko nautiko), puisque « byzantin, byzantine » est un adjectif tardif, donné a posteriori par Jérôme Wolf en 1557 ; les « Byzantins » se considéraient comme Romains. Cependant, la marine byzantine joue un rôle beaucoup plus déterminant dans la défense et la survie de l’empire. Ainsi, la flotte romaine, bien inférieure en puissance et en prestige aux légions, fait face à peu de menaces maritimes importantes et reste cantonnée à un rôle de police, tandis que la mer est en revanche vitale pour l’existence de l’Empire byzantin, ce qui a amené plusieurs historiens à parler d’« empire maritime »,.

L'enseigne impériale (vassilikon flamouron) des navires byzantins au XIVe siècle, décrite par Georges Kodinos et reproduite dans l’atlas castillan Conoscimento de todos los reinos (v. 1350),.

## Généralités
Pour un article plus général, voir Histoire de l'Empire byzantin.
L'hégémonie romaine en Méditerranée est d’abord mise à mal par les Vandales avant que Justinien Ier n’élimine cette menace. Les Goths aussi s’étaient emparés de navires, avaient passé le Bosphore et pillé l’Hellade et l’Anatolie. À cette époque, l’introduction du dromon au sein d’une flotte permanente symbolise une évolution majeure de la marine byzantine par rapport à ses racines romaines. Ce processus s’accélère face aux premières conquêtes musulmanes au VIIe siècle qui font du lac romain qu’était la Méditerranée (mare nostrum ou internum) un vaste champ de bataille entre Byzantins et Arabes. La flotte byzantine joue un rôle primordial dans la défense contre les Arabes puisqu’elle leur barre à de nombreuses reprises la route tant des possessions italiennes de l’empire que de Constantinople. Le feu grégeois est un atout capital dans cette lutte.
Au départ, la défense des côtes byzantines et des abords de Constantinople est assurée par la grande flotte des Caravisiens (Καραϐισιάνοι, dénomination qui est aussi à l’origine du mot « caravelle »). Néanmoins, cette mission est progressivement dévolue aux flottes thématiques (régionales) tandis qu’une flotte impériale centrale est maintenue à Constantinople, protégeant la ville et formant le cœur des expéditions navales. À partir de la fin du VIIIe siècle, la marine byzantine, bien organisée et puissante, domine en Méditerranée. Malgré la persistance de l’antagonisme avec les marines musulmanes, rythmé d’une alternance de succès et de déboires, les Byzantins sous Romain Ier Lécapène retrouvent au Xe siècle leur position de suprématie en Méditerranée orientale… au prix de la déforestation des Balkans et de l’Anatolie ainsi que d’un certain dépeuplement des côtes et des îles, à la fois pour éviter les incursions ennemies, que pour l’engagement des marins, des combattants de marine (επιϐάτες : épibates) et des rameurs (qui étaient des citoyens, tradition perpétuée à Venise).
Au cours du XIe siècle, la marine commence à décliner à l’image de l’Empire. Les Byzantins doivent faire face à de nouveaux défis maritimes venant cette fois de l’Occident. Ils sont peu à peu contraints de se reposer pour leur défense sur les marines des cités-États italiennes, jadis byzantines mais devenues indépendantes, telles que Venise ou Gênes, ce qui n’est pas sans lourdes conséquences pour l’économie et la souveraineté byzantines. Une certaine renaissance se dessine sous les Comnènes, mais le détournement de la quatrième croisade sur Constantinople en 1204-1205 inaugure une nouvelle période de déclin provoquée par le morcellement de l’Empire par les Croisés. Après la restauration de l’Empire en 1261, plusieurs empereurs Paléologues tentent de revigorer la marine byzantine, mais leurs efforts sont contrecarrés par la perte des ressources commerciales de l’Empire (la route de la soie, par exemple) restées depuis la croisade aux mains des Vénitiens et des Génois.
Jusqu’au milieu du XIVe siècle, la flotte byzantine, qui pouvait à certaines époques déployer des centaines de navires, est limitée à une douzaine de vaisseaux au mieux et le contrôle de la mer Égée passe définitivement aux mains des Italiens et des Ottomans. Cette marine diminuée n’en reste pas moins active jusqu’à la chute de Constantinople en 1453 et même un peu après, puisque des vaisseaux rescapés restent aux États successeurs comme le despotat de Morée, l’empire de Trébizonde et les principautés de Moldavie et de Théodoros.
Même si l’organisation de la marine est comparable à celle de l’armée byzantine, appartenir à la marine est moins prestigieux et peu de ses dirigeants ont influé de façon décisive sur la politique byzantine. La marine comprend divers navires dont les caractéristiques sont parfois floues, mais le navire-type est le « dromon » (δρόμων). À partir du XIIe siècle, le gouvernail d'étambot se généralise et les caractéristiques des navires byzantins et des navires d’Europe occidentale se rapprochent de plus en plus. Contrairement à une idée répandue, le feu grégeois n’est pas une « arme miracle » et son utilisation comporte des risques : il importe d’être sous le vent pour éviter d’en être soi-même victime, et un coup de catapulte dans le xylocastre à feu grégeois peut déclencher un incendie à bord. C’est pourquoi la marine byzantine recourt à des tactiques et à des armements plus classiques, détaillés dans le Taktika de Léon VI le Sage. Par ailleurs, l’Empire a mis en place un système efficace de phares, balises et sémaphores (à feux et fumées de différents coloris) pour communiquer avec ses troupes et ses flottes.

## Histoire

### Les premiers siècles

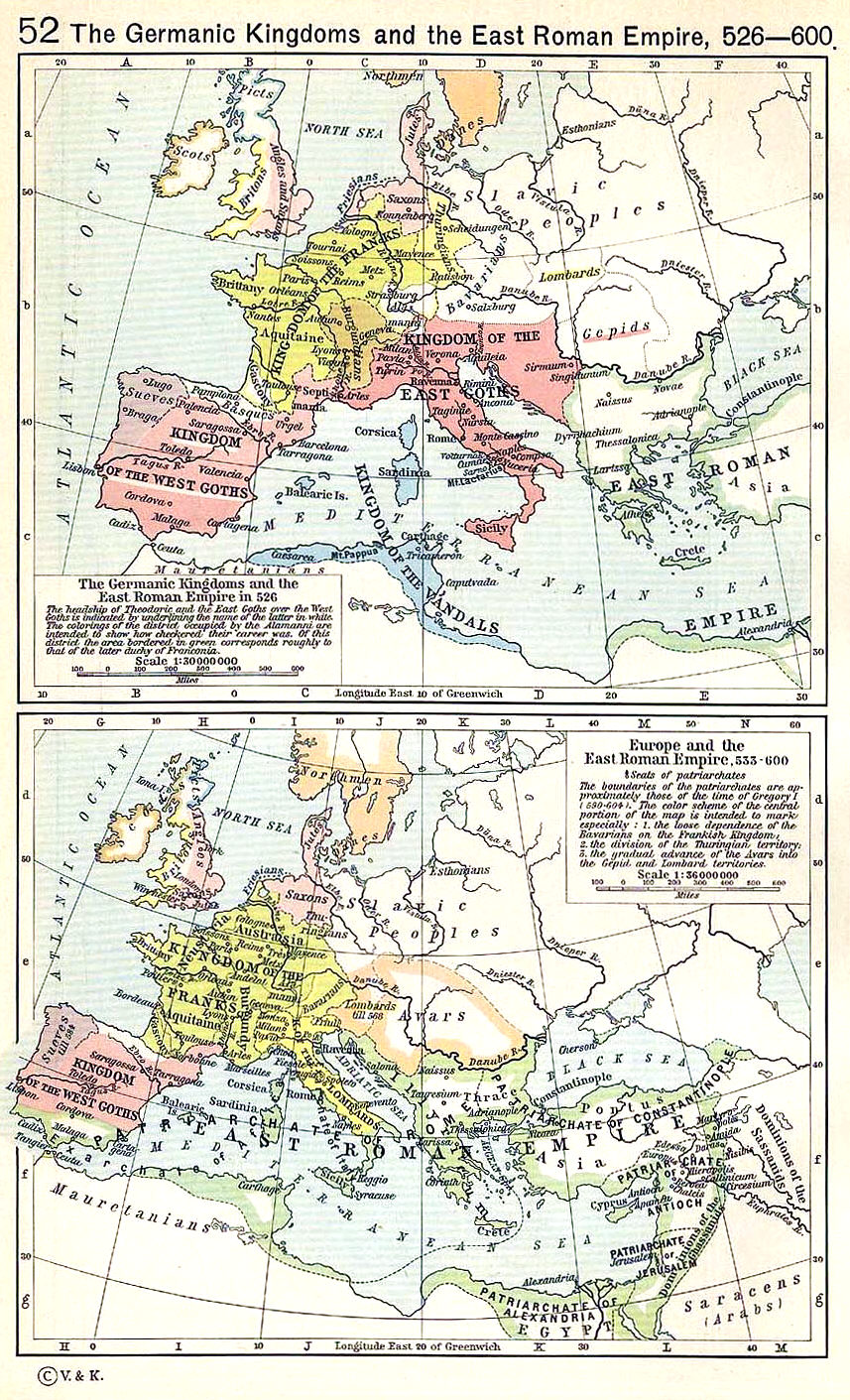
À la fin du Ve siècle, la Méditerranée occidentale tombe aux mains des royaumes barbares. Les conquêtes de Justinien Ier restaurent la domination romaine sur cette mer, domination qui perdure jusqu'aux invasions arabes de la deuxième moitié du VIIe siècle.

#### Guerres civiles et invasions barbares
À l'image de l'Empire qu'elle sert, la marine byzantine s'inscrit dans la continuité des institutions de l’Empire romain. En l’absence de véritables menaces maritimes en Méditerranée après la bataille d’Actium en 31 av. J.-C., la marine romaine remplit essentiellement des missions de police et d’escorte. Les grandes batailles navales, comme à l’époque des guerres puniques, n'existent plus et la flotte romaine se compose majoritairement de petits navires, plus efficaces pour ses nouvelles missions. Jusqu’au début du IVe siècle, la flotte romaine permanente se réduit. Ainsi, quand les flottes des empereurs rivaux Constantin le Grand et Licinius s’affrontent en 324, elles sont composées de navires nouvellement construits et nouvellement commandés venant des cités portuaires de l’est de la Méditerranée. Cependant, les guerres civiles des IVe et Ve siècles provoquent un sursaut de vitalité de la flotte, sollicitée pour le transport des troupes. De considérables forces navales continuent à être employées dans la Méditerranée occidentale au cours du premier quart du Ve siècle, notamment en Afrique du Nord.
Mais la domination romaine dans cette région est remise en cause avec l'occupation de l’Afrique par les Vandales. Le royaume vandale de Carthage, dirigé par le roi Genséric, lance dès 440 des raids sur les côtes italiennes et grecques. Les Vandales parviennent même à mettre Rome à sac en 455. Les raids vandales continuent impunément au cours des deux décennies qui précèdent la chute de Rome malgré les tentatives romaines de les défaire. L’Empire romain d’Occident est impuissant, sa marine est quasiment annihilée. L’empereur romain d’Orient peut encore faire appel aux ressources et à l’expertise navale présente en Méditerranée orientale. Une première expédition est menée en 448 qui ne va pas plus loin que la Sicile. En 460, les Vandales attaquent et détruisent une flotte de l’Empire romain d’Occident à Carthagène en Espagne. En fin de compte, en 468, une énorme expédition lancée par Basiliscus, qui comprend 1 113 navires et 100 000 hommes, échoue désastreusement. Quelque 600 navires sont détruits par le même nombre de brûlots et le coût financier de cette défaite s'élève à 130 000 pièces d’or et 700 pièces d’argent. L’Empire est alors ruiné, ce qui le force à traiter avec Genséric et à signer un traité de paix. Après la mort de Genséric en 477, la menace vandale reflue.

#### LeVIesiècleet le retour du contrôle romain sur la Méditerranée avec JustinienIer
Le VIe siècle marque la renaissance de la puissance navale romaine. En 508, l'antagonisme avec le roi ostrogoth Théodoric le Grand s’aggrave et l’empereur Anastase envoie une flotte de 100 navires pour lancer des raids sur les côtes italiennes. En 513, le magister militum pour la Thrace se révolte contre l’empereur Anastase. Le rebelle assemble une flotte de 200 navires qui est détruite par le général Marinus après quelques succès initiaux. Cette victoire est permise en grande partie par l'utilisation d'une substance incendiaire (peut-être une première forme du feu grégeois).
En 533, prenant avantage de l’absence de la flotte vandale à proximité de la Sardaigne, une armée de 15 000 hommes dirigée par Bélisaire est envoyée en Afrique par une flotte d’invasion de quatre-vingt-douze dromons et de 500 navires de transport,. Cette invasion déclenche la guerre des Vandales, la première des guerres de reconquête de Justinien. Cette grande opération amphibie est rendue possible par le contrôle des voies de navigation de la Méditerranée. La flotte joue un rôle vital dans l’approvisionnement et le renforcement des forces et garnisons dispersées de la force expéditionnaire byzantine. Ce fait n'échappe pas aux ennemis de Byzance qui prennent conscience de l'importance de posséder une flotte. Déjà, durant les années 520, Théodoric planifie la construction d’une importante flotte dirigée contre les Byzantins et les Vandales, mais sa mort en 526 limite l’étendue de ce plan. En 535, la guerre des Goths commence avec une attaque byzantine en tenaille, d’un côté, une flotte transportant une nouvelle fois l’armée de Bélisaire de la Sicile à l’Italie et, de l’autre, une armée envahissant la Dalmatie. Le contrôle de la mer par Byzance est d’une grande importance stratégique. Il permet à la petite armée byzantine d’occuper avec succès la péninsule en 540.
En 541, cependant, le nouveau roi ostrogoth Totila arme une flotte de 400 navires de guerre avec laquelle il prive l'Empire byzantin de la domination des mers entourant l'Italie. Deux flottes byzantines sont détruites près de Naples en 542 et, en 546 dans un vain effort de libérer Rome de l’emprise ostrogothe, Bélisaire commande alors personnellement une flotte de 200 navires contre la flotte gothe qui bloque l’estuaire du Tibre. En 550, Totila envahit la Sicile et l’année suivante, sa flotte de 300 navires lui permet de prendre possession de la Sardaigne et de la Corse. Elle lance même des raids jusqu’à Corfou et les côtes de l’Épire. Cependant, une défaite lors de la bataille navale de Sena Gallica marque le début de l’ascendant byzantin sur les Ostrogoths. Avec les conquêtes de l’Italie et du sud de l’Espagne sous Justinien, la Méditerranée redevient un « lac romain »,.
Malgré la perte ultérieure de la plupart de l’Italie envahie par les Lombards, les Byzantins maintiennent leur contrôle sur les mers (même si les Lombards tentent quelques rares incursions maritimes). De fait, ils sont capables de conserver plusieurs bandes côtières italiennes durant plusieurs siècles. La seule action navale d’importance au cours des 80 années suivantes se déroule durant le siège de Constantinople par l’Empire sassanide, les Avars et les Slaves en 626. Durant ce siège, la flotte slave composée de navires monoxyles est interceptée par la marine byzantine et détruite, empêchant le passage de l’armée perse du Bosphore et forçant les Avars à lever le siège.

### La lutte contre les Arabes

#### L'émergence de la menace maritime arabe

Carte des principales opérations et combats navals opposant les Byzantins et les Arabes entre le.

Au cours des années 640, la conquête musulmane de la Syrie et de l’Égypte crée une nouvelle menace pour Byzance. Ces conquêtes ont apporté aux Arabes de nouvelles zones de recrutement et de nouvelles sources de production. De plus, les Byzantins ayant démontré la nécessité d’avoir une force navale importante lors de leur éphémère reprise d’Alexandrie en 644, les Arabes lancent la création d’une marine importante. Pour cet objectif, la nouvelle élite musulmane, qui vient principalement de la partie nord-est de la péninsule arabique, est largement dépendante des ressources et de la main-d’œuvre du Levant récemment conquis (en particulier les Coptes égyptiens). Ces derniers fournissaient encore les équipages et les navires de la marine byzantine quelques années auparavant,,. De plus, les bases navales de la Palestine emploient aussi les ouvriers navals de l’Irak et de la Perse. Le manque d’illustrations avant le début du XIVe siècle induit l’absence de connaissances précises sur les spécificités des premiers navires de guerre musulmans, bien qu’on suppose généralement que leur marine se situe dans la droite ligne de la tradition maritime régnant en Méditerranée orientale. Étant donné que la nomenclature nautique est largement partagée et qu’il y a eu des siècles d’interactions entre les deux cultures, les navires byzantins et arabes présentent de nombreuses similarités,,. Cette similarité s’étend aux tactiques et à l’organisation générale de la flotte, les traductions des manuels militaires byzantins étant à la disposition des amiraux arabes.
Après s’être emparée de Chypre en 649 et avoir lancé des raids sur la Sicile, la Crète et Rhodes, la jeune marine arabe défait de manière décisive les Byzantins pourtant dirigés personnellement par l’empereur Constant II au cours de la bataille des Mâts en 655,. Cette défaite byzantine catastrophique ouvre la Méditerranée aux Arabes et marque le début d'une série de luttes durant plusieurs siècles pour le contrôle des voies de navigation de la Méditerranée,. Au cours du règne de Muʿāwiya Ier, les raids s’intensifient, en préparation de l’assaut sur Constantinople (prise de Chios et de la presqu'île de Cyzique). Lors du premier siège arabe de Constantinople, la flotte byzantine prouve sa nécessité pour la survie de l’empire, et la flotte arabe est défaite grâce à l’utilisation d’une nouvelle arme secrète : le feu grégeois. L’avance musulmane en Anatolie et en mer Égée est interrompue et une trêve de 35 ans est conclue peu après,.
Durant les années 680, Justinien II porte une attention particulière aux besoins de la marine, la renforçant par le rétablissement de 18 500 Mardaïtes le long des côtes sud de l’empire. Ils sont employés en tant que marins ou rameurs. Néanmoins, la menace de la marine arabe s’intensifie avec l’invasion progressive de l’Afrique du Nord durant les années 680 et 690. La dernière forteresse byzantine, Carthage, tombe en 698, bien qu’une expédition maritime byzantine tente brièvement de la reprendre,. Le gouverneur arabe Moussa Ibn Noçaïr bâtit une nouvelle cité qui lui sert de base navale, Tunis. 1 000 constructeurs navals coptes sont amenés pour construire une nouvelle flotte qui doit défier la domination byzantine de la Méditerranée occidentale. Ainsi, au début du VIIIe siècle, les raids musulmans se développent contre les possessions byzantines de la Méditerranée occidentale, en particulier en Sicile,. De surcroît, la nouvelle flotte permet aux Musulmans de compléter leur conquête du Maghreb et d’ensuite prendre possession de l’Espagne wisigothique.

#### Contre-offensive byzantine

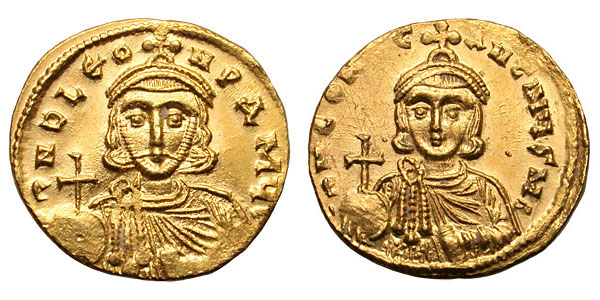
Pièces de monnaie représentant les visages de l'empereur Léon III l'Isaurien et de son fils et successeur Constantin V. Ensemble, ils forment le fer de lance de la résistance byzantine aux Arabes, malgré les crises internes causées par leur politique iconoclaste.

Les Byzantins ne sont pas capables de répondre efficacement à l’avance musulmane en Afrique, car ils sont accaparés par des guerres civiles de 695 à 715. Ils peuvent seulement réagir par des raids comme celui de 709 qui aboutit à la capture de l’amiral arabe résidant en Égypte. Cependant, les Byzantins sont aussi conscients que les Arabes préparent une nouvelle offensive de grande envergure contre Constantinople. Face aux préparatifs du calife Al-Walīd Ier (705-715), l’empereur byzantin Anastase II (713-715) prépare la capitale et monte une action préventive contre les préparations navales arabes, sans réussite,. Anastase est ensuite renversé par Théodose III (715-717) en 715. Ce dernier subit le même sort deux ans plus tard alors que les troupes arabes pénètrent en Anatolie. Lorsqu’il arrive sur le trône, Léon III l’Isaurien (717-741) doit faire face au second siège de Constantinople par les Arabes. L’utilisation du feu grégeois qui dévaste la flotte arabe est de nouveau un instrument de la victoire byzantine ainsi qu'un rude hiver et une attaque bulgare qui sapent les forces arabes.
À la suite du siège, la flotte arabe en plein repli est dévastée par une tempête tandis que la flotte byzantine pille Laodicée de Syrie et que l’armée chasse les Arabes d’Asie Mineure,. Au cours des trois décennies suivantes, les conflits navals consistent en des raids réguliers des deux côtés, les Byzantins lançant des attaques répétées contre les bases navales musulmanes en Syrie (Laodicée) et en Égypte (Damiette et Tinnis). En 727, une révolte des thèmes maritimes, largement motivée par l’iconoclasme de l’empereur, est réprimée par la flotte impériale qui se sert une nouvelle fois du feu grégeois. En dépit des pertes occasionnées, près de 390 navires sont envoyés attaquer Damiette en 739. En 746, une expédition navale omeyyade contre Chypre est détruite par la flotte des Cibyrrhéotes lors de la bataille de Keramaia, puis, en 747, une flotte byzantine soutenue par les navires des cités-États italiennes, qui font leur apparition, défait les flottes combinées de Syrie et d’Alexandrie. Ces dernières actions brisent les capacités navales du Califat omayyade.

#### Le renouveau de la marine arabe

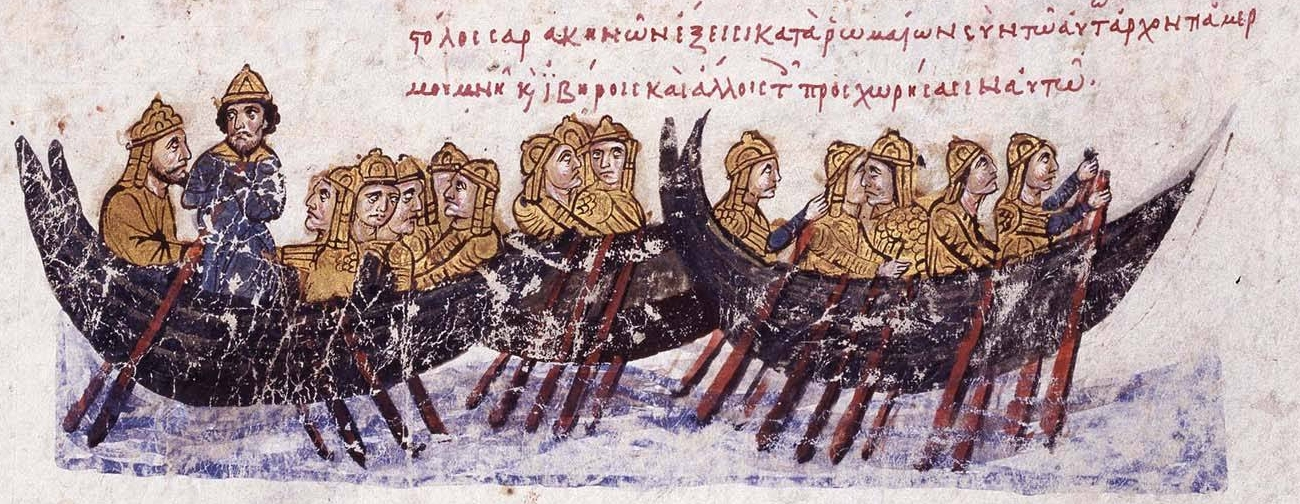
La flotte de pirates sarrasins se dirigeant vers la Crète. Image provenant du manuscrit de Jean Skylitzès à Madrid.

Cette prédominance de la marine byzantine dure jusqu’au début du IXe siècle quand une suite de revers de fortune annonce sa fin et ouvre la voie au zénith de la domination navale arabe. Déjà en 790, les Byzantins sont lourdement défaits dans le golfe d’Antalya et les raids contre Chypre et la Crète reprennent sous le règne d’Haroun ar-Rachid (786-809). Autour de la Méditerranée, de nouvelles puissances sont en train d’émerger. La plus importante naît au sein de l’Empire carolingien à la suite de la Pax Nicéphori en 803 qui enclenche le processus d'autonomisation croissante de la ville byzantine de Venise. Celle-ci profite de l’échec d’une attaque byzantine en 809 pour affirmer son indépendance. Dans le même temps, l’Ifriqiya voit l’arrivée de la nouvelle dynastie aghlabide qui met immédiatement en place des vagues de raids en Méditerranée centrale.

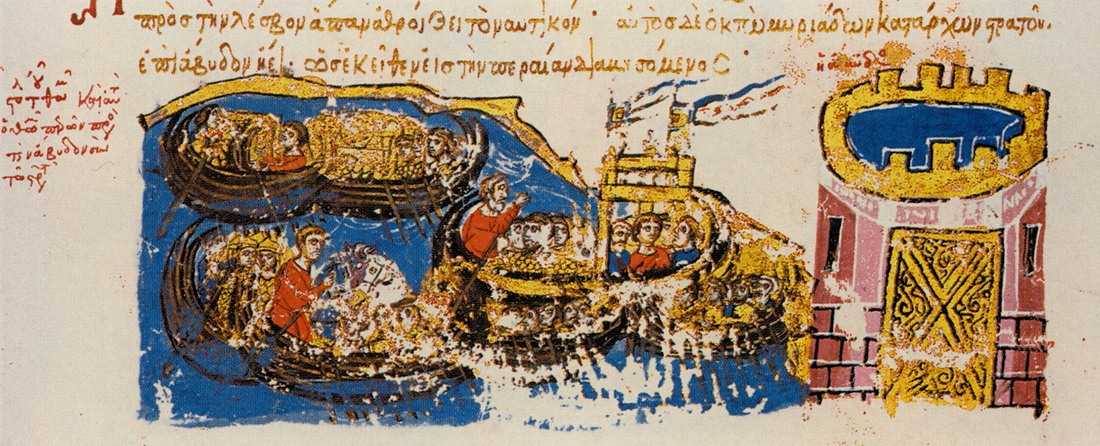
Miniature représentant la révolte de Thomas le Slave qui réussit à gagner le soutien des flottes des thèmes maritimes.

Au contraire, les Byzantins sont affaiblis par une série de défaites catastrophiques contre les Bulgares suivie en 820 par la révolte de Thomas le Slave. Celui-ci s’attire le soutien d’une grande partie des forces armées byzantines, y compris les flottes des thèmes maritimes,. Malgré son écrasement, la révolte a sévèrement diminué les défenses de l’empire. Cet affaiblissement entraîne la conquête de la Crète entre 824 et 827 par des Andalous exilés. Trois tentatives byzantines pour recouvrer l’île échouent au cours des quelques années suivantes. L’île devient alors une base pour les activités des Musulmans dans la mer Égée, ce qui bouleverse radicalement le rapport de force dans la région. En dépit de plusieurs succès contre les corsaires crétois et d’un raid destructeur sur Damiette par une flotte byzantine de 85 vaisseaux en 853, la puissance navale arabe se raffermit dans le Levant sous les Abbassides.
La situation est aussi extrêmement déplorable à l’Ouest. Un coup critique est infligé à l’empire en 827 lorsque les Aghlabides commencent la lente conquête de la Sicile, aidés en cela par la défection du commandant byzantin Euphémios et de la flotte du thème insulaire,. En 838, les Musulmans traversent l’Italie et prennent les villes de Brindisi et de Tarente, suivies bientôt par Bari. Les opérations vénitiennes contre eux sont des échecs et au cours de la décennie 840, les Arabes peuvent impunément lancer des raids sur l’Italie et sur l’Adriatique. Ils attaquent même Rome en 846,. Une offensive des Lombards et de Lothaire Ier échoue à déloger les Musulmans d’Italie. Pendant ce temps, deux offensives de grande envergure tentant de récupérer la Sicile sont lourdement défaites en 840 et 859. À partir de 850, les Byzantins et les Chrétiens en général sont réduits à la défensive du fait de la domination progressive de la mer Méditerranée par les Arabes soutenus par un grand nombre de troupes indépendantes ghazies,.
Lors de cette période, alors que les forces byzantines affaiblies se défendent contre des ennemis sur tous les fronts, elles voient aussi l’arrivée d’une nouvelle et inattendue menace. La Rus’ fait sa première apparition dans l’histoire byzantine avec un raid contre la Paphlagonie au cours de la décennie en 830, suivi par un raid majeur en 860,,.

### La reconquête byzantine, l'ère de la dynastie macédonienne
Au cours des IXe et Xe siècles, pendant que le califat abbasside se divisait en multiples petits États arabes et s’affaiblissait, les Byzantins lancèrent une série de campagnes victorieuses contre eux. Cette reconquête byzantine fut dirigée par les souverains de la dynastie macédonienne qui marquèrent l’apogée de l’Empire byzantin,.

#### Le règne de BasileIer

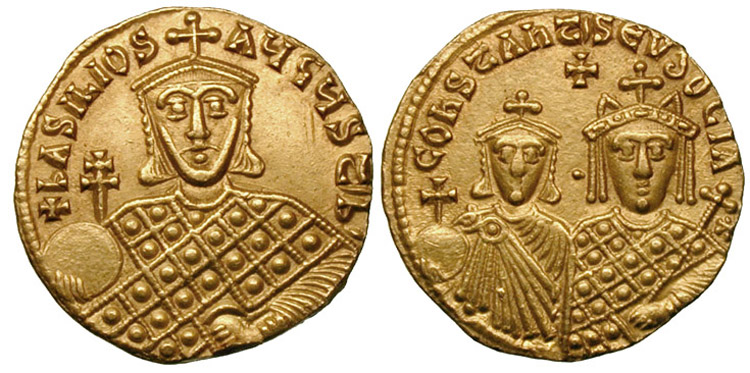
Solidus en or représentant l'empereur Basile Ier. Son patronage de la flotte aboutit à plusieurs succès et son souvenir se propagea parmi les marins, créant un lien fort avec la dynastie macédonienne, ce qui se ressentit sous le règne du petit-fils de Basile.

L’ascension de Basile Ier (867-886) annonce ce retour en force de l’Empire byzantin. Basile Ier s’engage dans une politique offensive. Il continue celle de son prédécesseur Michel III (842-867) et montre une grande attention à la flotte, avec comme conséquence plusieurs victoires. En 867, une flotte dirigée par le drongaire grec Nicétas Ooryphas fait lever le siège de Raguse, libère la Dalmatie des attaques arabes et rétablit la présence byzantine dans la région. Quelques années plus tard, il vainc à deux reprises (bataille de Kardia et bataille du Golfe de Corinthe) les pirates crétois, sécurisant temporairement la mer Égée. Chypre est aussi temporairement réoccupée et Bari repasse sous le contrôle de Byzance. À ce moment, la présence musulmane en Cilicie se renforce néanmoins et Tarse devient une base majeure pour des attaques terrestres et maritimes contre le territoire byzantin. Le règne de l’émir Yazaman al-Khadim (882-891) est marqué par de nombreuses attaques de ce type.
À l’Ouest, les musulmans continuent de régulièrement progresser pendant que les troupes byzantines montrent leur inaptitude. L’empire est forcé de demander l’aide de ses sujets italiens et doit recourir au transfert de la flotte orientale en Italie pour mettre fin à tout progrès musulman. À la chute d’Enna en 855, la souveraineté byzantine sur la Sicile se réduit à la bande littorale orientale de l’île qui subit une pression de plus en plus importante. Une expédition en 868 n’obtient qu'un soulagement. Syracuse est de nouveau attaquée en 869, et en 870, Malte tombe aux mains des Aghlabides,. Les corsaires musulmans reprennent leurs raids en Adriatique et, bien qu’ils soient repoussés d’Apulie au début des années 880, ils établissent des bases le long de la côte occidentale de l’Italie dont ils ne sont complètement délogés qu’en 915. En 878, Syracuse, la principale forteresse byzantine de Sicile, est de nouveau attaquée et finit par tomber, en grande partie à cause de la flotte impériale, occupée à transporter du marbre pour la construction de la Nea Ekklesia, la nouvelle église de Basile. En 880, le successeur d’Ooryphas, le drongaire Nasar, obtient une victoire significative sur les Tunisiens lors d’un raid sur les îles Ioniennes. Il procède ensuite à des raids sur la Sicile emportant un important butin, capturant plusieurs navires arabes lors de la bataille navale de Stelai, avant de défaire une autre flotte musulmane à Punta Stilo. Au même moment, une autre escadre byzantine remporte une victoire significative à Naples,. Ces succès permettent à une éphémère contre-offensive byzantine de se développer en Occident dans la décennie 880 sous la direction du général Nicéphore Phocas l'Aîné. Les Byzantins peuvent alors reprendre pied en Apulie et en Calabre et créent le thème de Longobardie qui devient ensuite le catépanat d'Italie en s'unissant avec le thème de Calabre,. Néanmoins, une lourde défaite lors de la bataille navale de Milazzo en 888 signe le début de la disparition virtuelle de l'activité de la marine byzantine dans les eaux italiennes au cours du siècle suivant,.

#### Raids arabes durant le règne de Léon VI

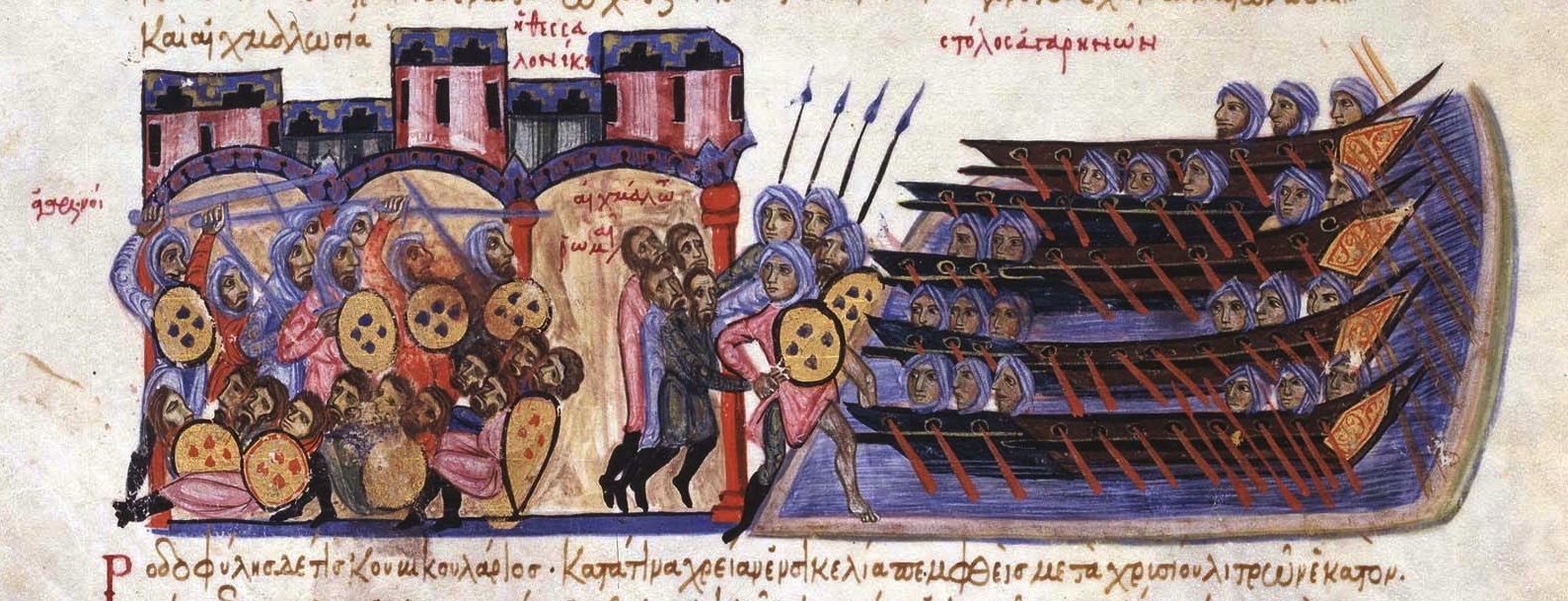
Le sac de Thessalonique par les Arabes dirigés par Léon de Tripoli en 904, est dépeint par le manuscrit Skylitzès de Madrid. C'est l'acte le plus important perpétré par les pirates arabes au sein de la mer Égée sous le règne de Léon VI.

En dépit des succès de Basile, l’Empire byzantin fait face à de sérieuses menaces durant le règne de Léon VI. Au nord, une guerre éclate contre les Bulgares du tsar Siméon Ier et une partie de la flotte impériale est utilisée en 895 pour transporter une armée hongroise le long du Danube et lancer des raids sur la Bulgarie. Cette guerre est à la source de nombreuses lourdes défaites alors que dans le même temps la menace de la marine arabe atteint un nouveau seuil avec une suite de raids dévastateurs sur les littoraux de la mer Égée, le cœur de l’Empire byzantin. En 891 ou 893, une flotte arabe met à sac l’île de Samos et le strategos de l’île est fait prisonnier. En 898, l’amiral Raghieb fait prisonnier 3 000 marins du Kibyrrhaiotai. Ces pertes affaiblissent les défenses byzantines, ouvrant la mer Égée aux raids des flottes syriennes. Le premier choc sérieux intervient en 901 quand le renégat Damien de Tarse pille Démétrias pendant que l’année suivante, Taormine, le dernier poste avancé byzantin en Sicile, tombe aux mains des musulmans,. Le désastre d’importance intervient cependant en 904 quand un autre renégat, Léon de Tripoli, lance un raid sur la mer Égée. Sa flotte pénètre à l’intérieur des Dardanelles avant de mettre à sac la deuxième plus grande ville de l’empire, Thessalonique. La flotte impériale reste passive face à la supériorité numérique des Arabes. Il n’est alors guère surprenant d’observer qu’une mentalité défensive et prudente prévaut dans le manuel d’instruction navale de l’époque de Léon VI (le Naumachica).
L’amiral byzantin se distinguant le plus à cette époque est Himérios, le logothète du drome. Nommé amiral en 904, il est incapable d’empêcher le sac de Thessalonique mais il obtient une importante victoire en 906 et, en 910, il mène une offensive victorieuse sur Laodicée en Syrie. La cité est mise à sac et son arrière-pays pillé et ravagé sans qu’un seul navire ne soit perdu. Un an plus tard, une importante expédition de 112 dromons et 75 pamphyloi avec 43 000 hommes, qui prend la mer sous la direction d’Himérios, a pour objectif l’émirat de Crète. Toutefois, cette expédition échoue non seulement dans sa reconquête de l’île, mais elle tombe en outre dans une embuscade lors du voyage de retour, et est entièrement détruite par Léon de Tripoli près de Chios.
La situation commence à se renverser vers 920. Coïncidence ou non, la même année est marquée par l’ascension d’un amiral, Romain Ier Lécapène, sur le trône impérial. C’est la deuxième fois après Tibère III mais aussi la dernière fois qu’un amiral devient empereur byzantin. Finalement, en 923, la défaite de Léon de Tripoli à Lemnos, couplée avec la mort de Damien lors du siège d’une forteresse byzantine l’année suivante accélèrent la résurgence de la marine byzantine.

#### Reconquête de la Crète et du Levant

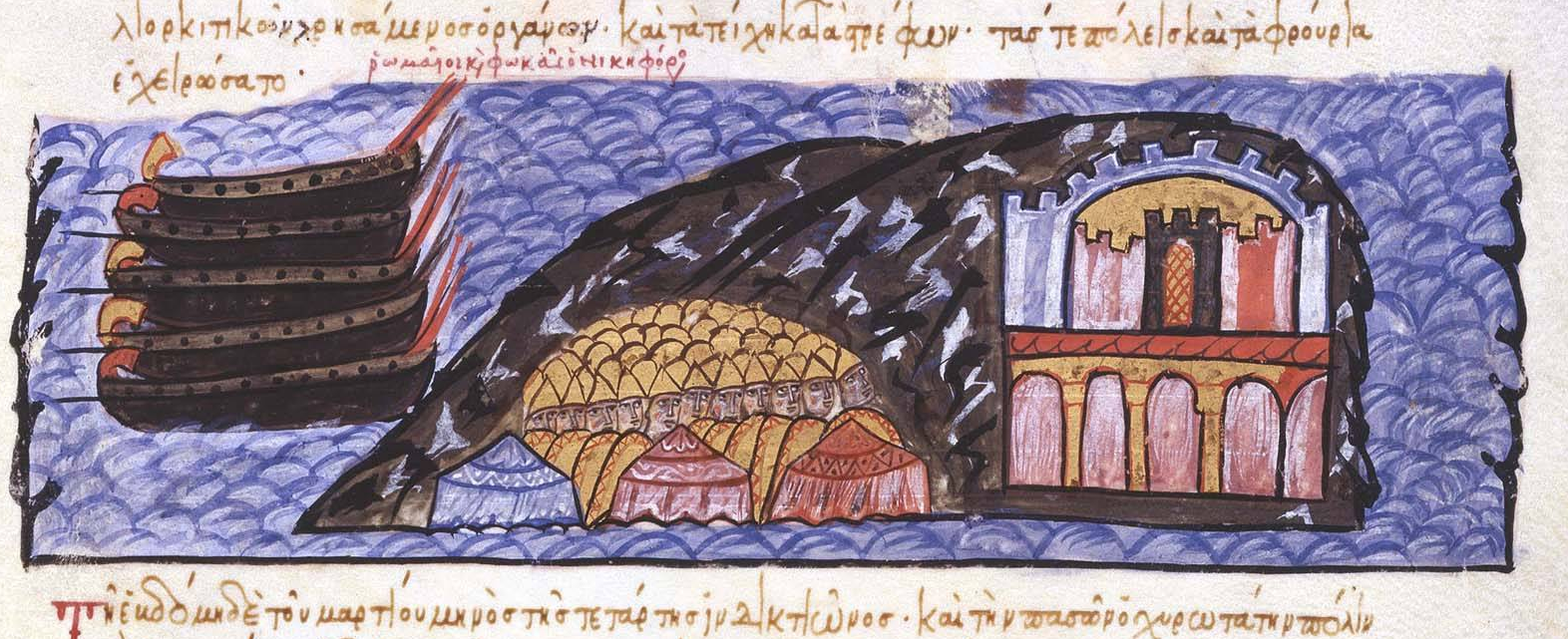
Le siège de Candie, la principale forteresse musulmane en Crète, est dépeinte dans le manuscrit Skylitzès de Madrid. Nicéphore Phocas dirige une expédition très importante qui reprend la Crète et protège la mer Égée de la menace des pirates musulmans.

Les progrès de l’empire se manifestent en 942 quand l’empereur Romain Ier envoie une escadre en mer Tyrrhénienne. Utilisant le feu grégeois, la flotte byzantine détruit une flotte de corsaires musulmans près de Fraxinetum. Cependant en 949, une autre expédition de près de 100 navires lancée par Constantin VII Porphyrogénète sur la Crète se termine en désastre du fait de l’incompétence de son chef, Constantin Gongylès,,. Une nouvelle offensive sur l’Italie en 951-952 est défaite par les Aghlabides. Néanmoins, une autre expédition en 956 et la destruction de la flotte tunisienne par une tempête en 958 stabilisent temporairement la situation italienne de l’Empire byzantin. De 963 à 965, une révolte dans les îles grecques oblige les Byzantins à envoyer une force expéditionnaire reprendre Taormina. Mais en 965, les Byzantins subissent une lourde défaite face à la marine fatimide au détroit de Messine qui annonce la diminution de l’activité navale byzantine dans la région. Les eaux italiennes sont de nouveau délaissées jusqu'en 1025, date à laquelle les Byzantins réapparaissent activement en Italie méridionale et en Sicile,.
À l’est, en 956, le stratège Basile Hexamilitès inflige une défaite écrasante à la flotte de Tarse. Cette victoire ouvre la voie pour la reconquête de la Crète. Celle-ci est confiée à Nicéphore II Phocas qui en 960 envoie une flotte de 100 dromons, 200 chelandia et 308 navires de transport emmenant une force totale de 77 000 hommes pour soumettre l’île. La conquête de la Crète dissipe la menace principale sur la mer Égée, le cœur maritime de l’Empire byzantin. Peu après, Nicéphore Phocas reprend le contrôle de la Cilicie (en 963) et de Chypre (en 968) ainsi que du nord de la côte syrienne (en 969),. Ces conquêtes suppriment la menace d’une des seules puissantes flottes musulmanes syriennes tandis qu’elles rétablissent la domination byzantine sur la Méditerranée orientale. C’est ainsi que Nicéphore Phocas peut se vanter devant Liutprand de Crémone en lui disant : « Je commande seul la mer »,,. Quelques raids et confrontations navales se déroulent aussi contre la puissance montante des Fatimides à la fin du Xe siècle. Cependant, des relations pacifiques sont rétablies peu après. De fait, la Méditerranée orientale reste relativement calme durant les quelques décennies suivantes.
À la même période, la flotte byzantine est aussi active en mer Noire. Ainsi, une flotte russe qui menace Constantinople en 941 est détruite par 15 vieux navires équipés précipitamment du feu grégeois. De même, la flotte joue un rôle important dans la guerre russo-byzantine de 968-971 quand Jean Ier Tzimiskès envoie 300 navires sur le Danube pour bloquer l’armée Rus’ en plein repli.

### L'ère des Comnènes

#### Le déclin duXIesiècle
Tout au long du XIe siècle, la marine byzantine fait face à peu de défis. La menace musulmane a décru durant le Xe siècle tandis que les relations de l’Empire byzantin avec les Fatimides sont restées le plus souvent pacifiques. Le dernier raid arabe contre le territoire impérial intervient en 1035 dans les Cyclades avant d’être vaincu l’année d’après. Une autre attaque Rus’ en 1043 est repoussée avec aisance. À l’exception d’une éphémère tentative de reconquérir la Sicile menée par Georges Maniakès, aucune autre expédition navale majeure n’intervient. Inévitablement, cette longue période de paix et de prospérité porte à un sentiment d’autosatisfaction conduisant à négliger l’armée. Déjà, lors du règne de Basile II (976-1025), la défense de l’Adriatique est cédée à la marine vénitienne. Avec Constantin IX (1042-1055), l’armée et la marine voient leur service militaire diminué et de plus en plus remplacé par le paiement d’une somme d’argent. De fait, la dépendance envers des troupes de mercenaires ne fait que s’accroître,. Les grands thèmes maritimes déclinent et sont remplacés par des petites escadres soumises au commandant militaire local, ce dernier luttant plus contre la piraterie que contre d’importantes flottes ennemies.
Dans le dernier quart du XIe siècle, la marine byzantine n’est plus que l’ombre d’elle-même, la négligence dont elle a été l’objet l’ayant conduit à un déclin prononcé. L’incompétence de ses officiers et le manque de fonds ne font qu'empirer la situation de plus en plus déplorable. Kekaumenos écrit vers 1078 une lamentation sur « le prétexte de patrouilles raisonnables (conduites par les navires byzantins) n’ayant rien à faire si ce n’est transporter du blé, de l’orge, du vin, du fromage, de l’huile d’olive, des légumes et d’importantes sommes d’argent des îles aux côtes de la mer Égée pendant qu’ils fuient l’ennemi avant même que celui-ci ne soit apparu et ne devienne une menace pour les Romains ». À l’époque où Kekaumenos s'exprime, un nouvel ennemi d’envergure vient d’apparaître, le royaume normand de Sicile qui a expulsé les Byzantins du sud de l’Italie et conquis la Sicile. À présent, il porte ses yeux sur les côtes adriatiques de l’Empire byzantin et au-delà. À l’est, la désastreuse défaite de l’Empire byzantin à Mantzikert en 1071 conduit à une guerre civile et à la perte de l’Anatolie, le cœur économique et militaire de Byzance. Ces terres sont dorénavant occupées par les Turcs seldjoukides qui établissent leur capitale à Nicée en 1081, à quelques kilomètres de Constantinople.

#### Tentatives de renforcement sous AlexisIeret Jean II
À ce moment-là, l’histoire de la marine byzantine prend un tour tragique. L’invasion normande ne peut être devancée et leur armée prend Corfou. Elle débarque sans rencontrer d’opposition en Épire et assiège Durrës. Cette invasion marque le début d’une période de guerre qui consume les ressources insuffisantes d’un empire assiégé de toutes parts. Le nouvel empereur, Alexis Ier Comnène (1081-1118), est forcé de demander l’aide de la marine vénitienne qui a déjà dans les années 1070 fait valoir son autorité sur l’Adriatique et la Dalmatie au détriment des Normands. En 1082, en échange de leur aide, les Vénitiens obtiennent d’importantes concessions commerciales,. Ce traité et les extensions ultérieures des privilèges accordés aux Vénitiens rendent Byzance pratiquement dépendante de la république italienne puis de Gène et de Pise. Ainsi, l’historien John Birkenmeier note que :

« La faiblesse de la marine byzantine conduit Venise à extorquer de Constantinople des privilèges économiques et à déterminer si les envahisseurs peuvent ou non pénétrer dans l’empire. Elle parie aussi sur le fait qu’aucune tentative ne sera faite par Byzance pour lui restreindre ses activités navales et commerciales. »

Au cours des affrontements contre les Normands dans les années 1080, la seule force navale efficace de l’Empire byzantin consiste en une escadre dirigée par Michel Maurex, un ancien commandant naval des décennies précédentes. Avec Venise, il réussit à prendre le dessus sur une flotte normande. Cependant cette flotte commune est surprise et vaincue par les Normands de Corfou en 1084,.
Alexis réalise l’importance de posséder sa propre flotte et malgré ses préoccupations terrestres, il prend des mesures pour remettre en place une marine d’importance. Ses efforts aboutissent à plusieurs succès notamment en contrant les tentatives de Zachas, l’émir de Smyrne, de lancer sa flotte à travers la mer Égée et de menacer Constantinople,. La flotte dirigée par Jean Doukas est utilisée ultérieurement pour mater des révoltes en Crète et à Chypre. Avec l’aide des Croisés, Alexis a les moyens de reprendre le contrôle des côtes orientales de la mer Égée et d’étendre son influence vers l’est de l’Anatolie. En 1104, une escadre de 10 navires s’empare de Laodicée et d’autres villes côtières jusqu’à Tripoli,. En 1118, Alexis est capable de transmettre une petite flotte à son successeur Jean II Comnène (1118-1143),. Comme son père, Jean II se concentre sur l’armée et sur des campagnes terrestres régulières mais il prend soin de maintenir la puissance navale et le système d’approvisionnement. En 1122, cependant, Jean refuse de renouveler les privilèges commerciaux donnés aux Vénitiens par Alexis. En représailles, Venise pille plusieurs îles byzantines et devant l’incapacité de sa propre flotte à lutter contre la marine vénitienne, Jean II est obligé de renouveler le traité en 1125. À cette époque, la marine byzantine n’est pas suffisamment puissante pour se confronter victorieusement aux Vénitiens, en particulier depuis que d’autres menaces requièrent l’utilisation des ressources de l’empire. Peu après cet incident, Jean II, sur les conseils de son ministre des finances Jean de Poutze, coupe les fonds pour la marine qu’il transfère à l’armée, n'équipant que sommairement ses vaisseaux,.

#### Expéditions navales de ManuelIer

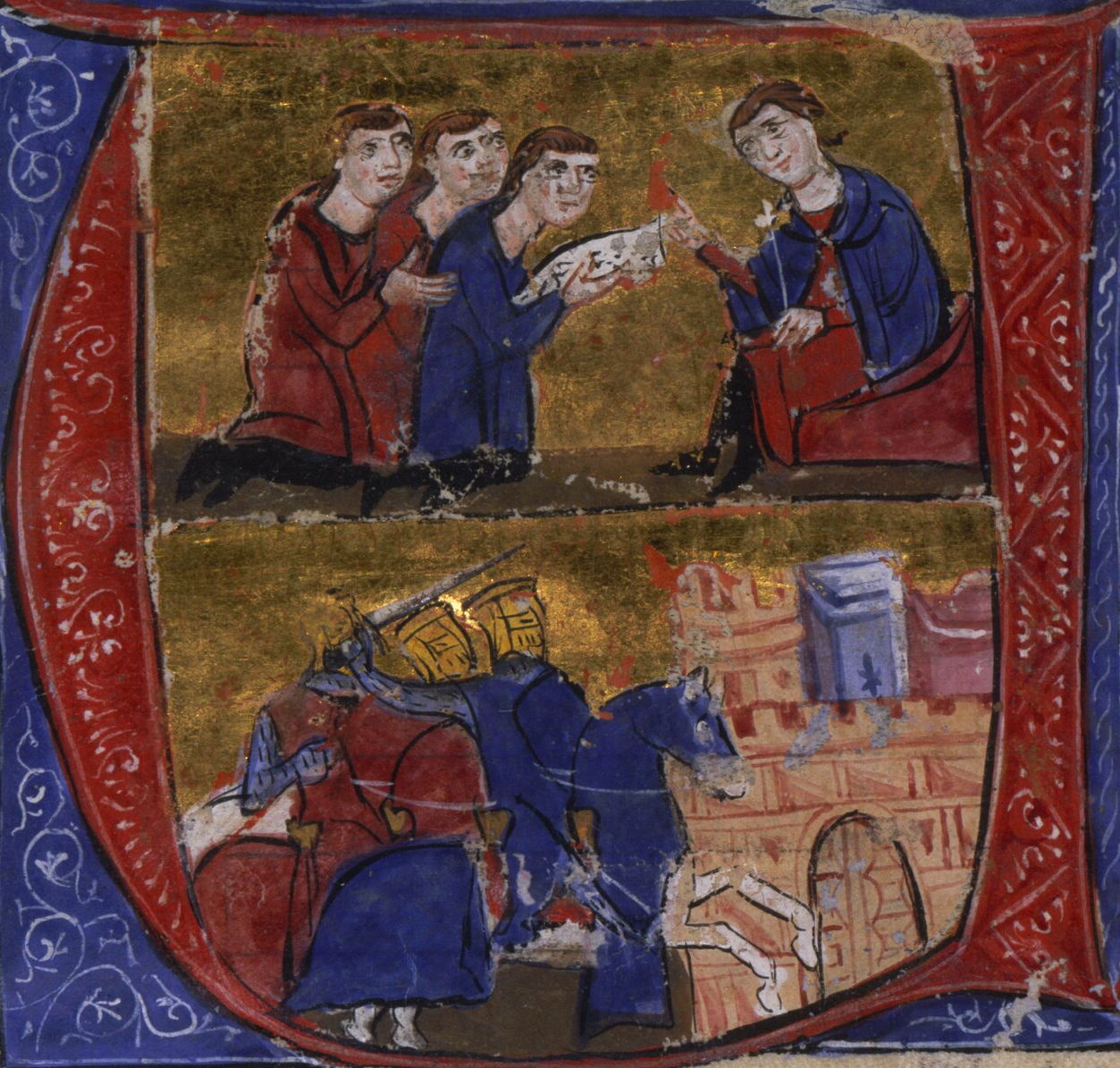
L'alliance entre Amaury et Manuel se concrétise par l'expédition d'Andronic Kontostéphanos en Égypte.

La marine connaît un important retour en force sous le règne de Manuel Ier Comnène qui s’en sert de manière intensive dans ses relations avec les musulmans et les États latins de l’est de la Méditerranée. Au cours des premières années de son règne, les forces navales byzantines demeurent faibles : en 1147, le flotte de Roger II de Sicile sous la direction de Georges d'Antioche est capable de lancer des raids sur Corfou et les îles Ioniennes ainsi que de pénétrer sans opposition en mer Égée. L’année suivante, grâce à une aide vénitienne, une armée accompagnée d’une flotte très importante (à peu près cinq cents navires de guerre et mille navires de transport) est envoyée reprendre Corfou et les îles Ioniennes occupées par les Normands. En représailles, une flotte normande de quarante vaisseaux atteint Constantinople, démontre sa force dans le Bosphore près du Grand palais et ravage les faubourgs,. Toutefois, lors de son voyage de retour, elle est attaquée et détruite par une flotte byzantine ou vénitienne.
En 1155, une escadre byzantine de dix navires est envoyée à Ancône pour soutenir Robert III de Loritello, un rebelle normand. Cette intervention marque la dernière tentative byzantine pour reprendre le contrôle de l’Italie méridionale. En dépit de succès initiaux et de renforts envoyés par le mégaduc Alexis Comnène Bryenne, l’expédition est finalement une défaite en 1156 et quatre navires byzantins sont capturés. En 1169, les efforts de Manuel Ier finissent apparemment par aboutir lorsqu’une flotte uniquement byzantine de cent cinquante galères, vingt navires de transport lourds et soixante navires de transport de cavalerie sous la direction d’Andronic Kontostéphanos est envoyée envahir l’Égypte en soutien au royaume franc de Jérusalem,. Malgré la flotte impressionnante, l’invasion échoue et la moitié de la flotte byzantine est détruite dans une tempête lors du retour.
À la suite de l’emprisonnement des Vénitiens présents sur le territoire de l’empire en 1171, la flotte byzantine est suffisamment forte pour dissuader une attaque franche des Vénitiens qui prennent Chios et s’y installent pour les négociations. Manuel envoie une flotte de cent cinquante navires dirigés par Andronic Kontostéphanos pour défier les Vénitiens et employer une lente tactique poussant les Vénitiens, affaiblis par la maladie, à commencer une retraite avant d’être poursuivis par la flotte de Kontostéphanos,. Comparée aux humiliations de 1125, cette victoire apparaît remarquable. En 1177, une autre flotte de cent cinquante navires, toujours dirigés par Kontostéphanos, destinés à attaquer l’Égypte, fait demi-tour après avoir essuyé à Acre le refus du comte Philippe de Flandres ainsi que de nombreux nobles du royaume de Jérusalem de participer à la campagne,,. Cependant, à la fin du règne de Manuel Ier, la difficulté d’une guerre constante sur tous les fronts et des divers projets grandioses de l’empereur devient évidente. L’historien Nicétas Choniatès attribue la montée de la piraterie lors des dernières années du règne de Manuel à la diffusion de fonds destinés à la maintenance de la marine vers d’autres secteurs nécessitant les deniers impériaux.

### Le déclin

#### La dynastie des Anges

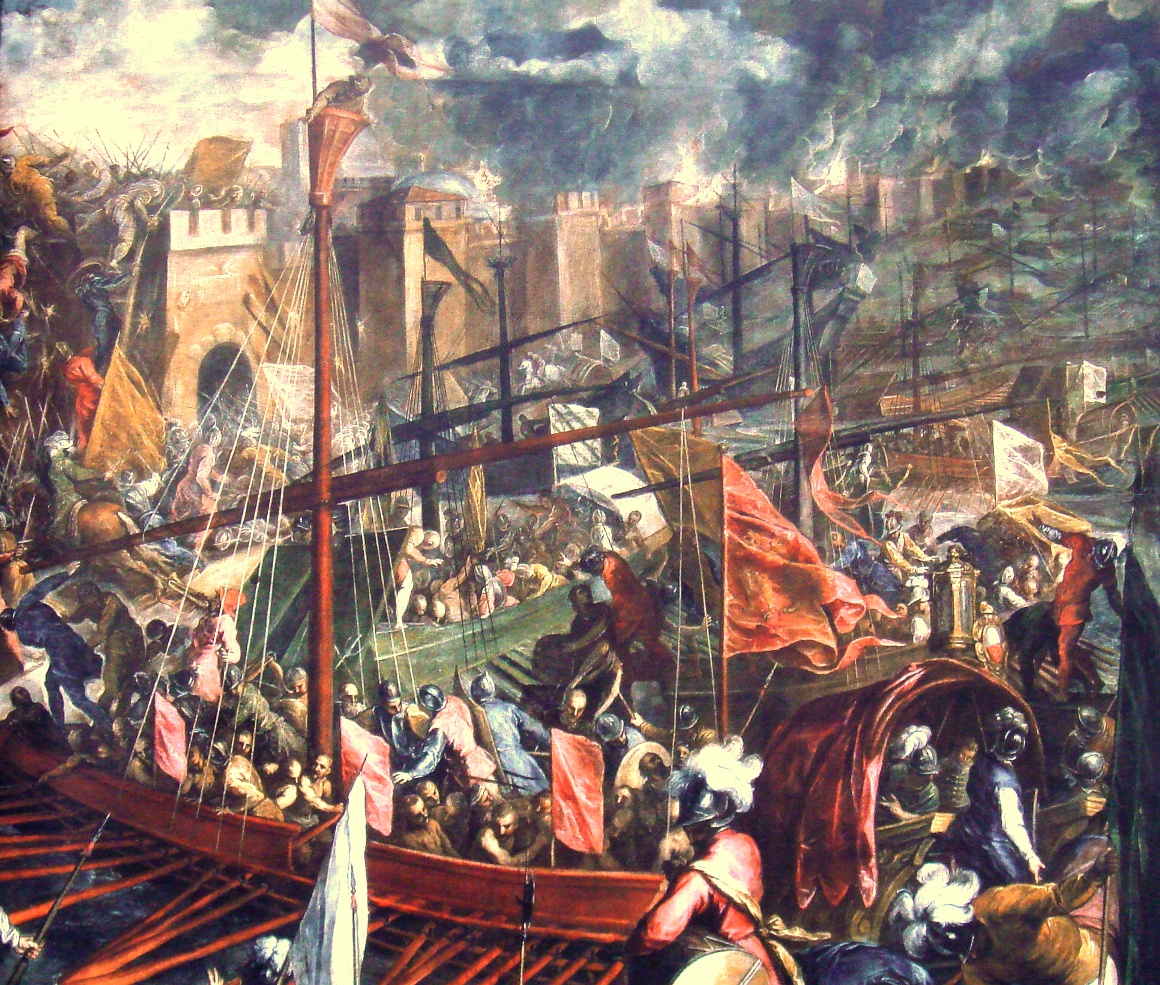
La prise de Constantinople en 1204 par les Croisés marque le triomphe des Latins et plus particulièrement de la puissance navale vénitienne sur l'Empire byzantin affaibli.

Après la mort de Manuel et la déposition de la dynastie des Comnène en 1185, la marine byzantine décline rapidement. La maintenance des galères et l’entretien d’équipages compétents coûtent très cher et la négligence conduit à une rapide détérioration de la flotte. Déjà, en 1182, les Byzantins avaient été contraints d'engager des mercenaires vénitiens comme membres d’équipage de plusieurs galères byzantines.
Malgré tout, durant les années 1180, les forces navales byzantines restent conséquentes, et les sources contemporaines citent encore des expéditions comptant soixante-dix à cent navires. Ainsi, l’empereur Andronic Ier peut encore rassembler cent navires de guerre en 1185 pour résister à l’assaut d’une flotte normande en mer de Marmara avant de l'annihiler. Néanmoins, le traité de paix qui suit inclut une clause requérant la fourniture d'une flotte à l’empire par la Sicile. De même, Isaac II Ange signe un traité avec les Vénitiens en 1186 dans lequel la République italienne s'engage à fournir quarante à cent galères. En contrepartie, elle bénéficie de concessions commerciales. Ces deux traités montrent que le gouvernement byzantin a conscience de l'insuffisance de ses propres forces navales. En 1186, quand son frère Alexis est fait prisonnier à Acre, Isaac II envoie quatre-vingts galères pour le libérer et le ramener. Mais la flotte byzantine est détruite à Chypre par le pirate normand Margaritus de Brindisi. Plus tard au cours de la même année, une autre flotte byzantine de soixante-dix navires est envoyée par Isaac II pour reprendre le contrôle de Chypre à Isaac Doukas Comnène. De nouveau, Margaritus remporte une victoire sur les Byzantins. Enfin, à la suite d'une tentative de regagner des territoires perdus en Terre sainte en 1189, l’empereur byzantin accepte d’envoyer cent galères pour aider Saladin à capturer Antioche.
Le déclin s’accélère au cours des années 1190. Selon Choniatès, le mégaduc Michel Stryphnos finance lui-même l’équipement des navires de guerre. Ainsi, en 1196, il ne reste plus que trente galères. Les Byzantins sont alors impuissants face aux opérations génoises et vénitiennes en mer Égée à la fin du XIIe siècle. Progressivement, ces raids permettent aux Italiens d’imposer leur volonté à Constantinople. Au cours de cette période, les Byzantins comptent sur l’enrôlement de mercenaires pour combattre les ennemis de l’empire. Mais, à la même époque, en 1203, la quatrième croisade arrive à Constantinople. Les Byzantins n’ont plus qu’une vingtaine de navires très délabrés pour faire face au siège, dont dix-sept sont employés sans succès comme brûlots contre les Vénitiens.

#### L'Empire de Nicée et la dynastie des Paléologues

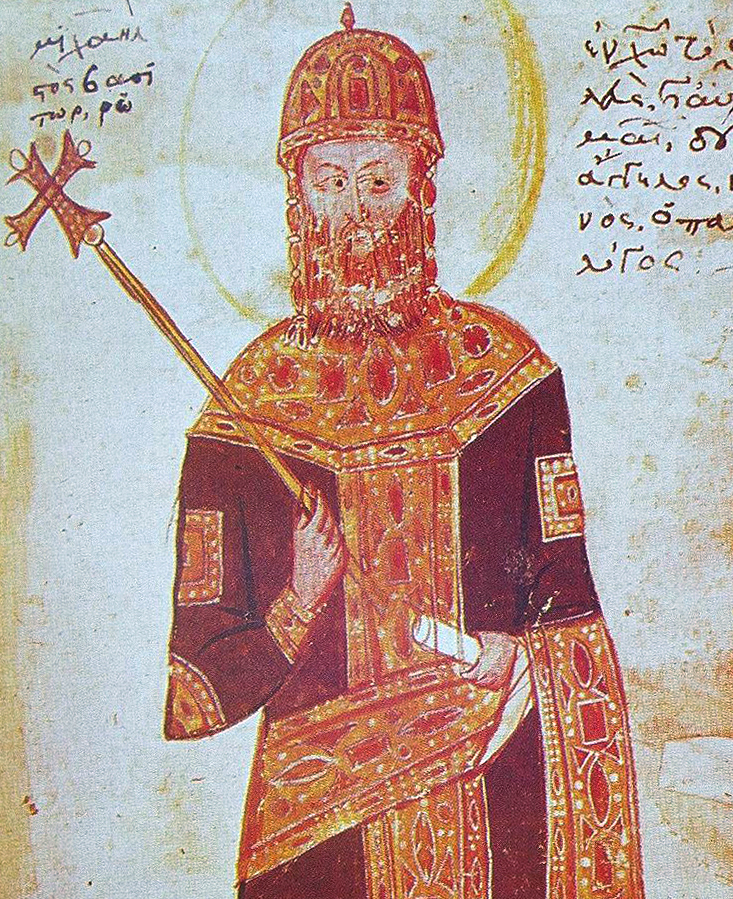
L'empereur Michel VIII Paléologue. En reprenant Constantinople, il restaure l'Empire byzantin. C'est également le dernier règne sous lequel l'empire est une puissance navale d'importance.

Après la quatrième croisade et le sac de Constantinople, l’Empire byzantin est partagé par les Croisés tandis que les Byzantins subsistent dans différents États réclamant tous le titre impérial. Les principaux sont le despotat d’Épire et l’Empire de Nicée. Le premier ne maintient pas de flotte tandis que les Nicéens utilisent leur flotte pour la défense côtière,. Sous la direction de Jean III Doukas Vatatzès, une politique plus énergique est poursuivie. En 1225, la marine nicéenne occupe les îles de Lesbos, Chios, Samos et Icaria. Cependant, cette marine ne dispose pas de la puissance de celle de Venise qui garde la mainmise sur le trafic méditerranéen. Ainsi, en tentant le blocus de Constantinople en 1235, la marine nicéenne est défaite par une petite force vénitienne et lors d’une tentative similaire en 1241, les Nicéens sont de nouveau mis en déroute. Durant la décennie 1230, les Nicéens soutiennent une rébellion locale en Crète contre Venise qui n’est que partiellement couronnée de succès, et suivie du départ forcé des dernières troupes nicéennes de l’île en 1236,. Conscient de la faiblesse de sa marine, en mars 1261, l’empereur byzantin Michel VIII Paléologue signe le traité de Nymphaeon avec les Génois qui combattent la marine vénitienne. Aux termes de ce traité, les Génois s’engagent à fournir des navires pour aider Michel VIII à prendre Constantinople en échange de privilèges commerciaux,.
Après la reprise de Constantinople quelques mois plus tard, Michel VIII peut désormais reconstituer sa propre flotte. Au début des années 1260, la marine byzantine reste faible, faiblesse mise en évidence par la défaite d’une petite escadre byzantino-génoise de quarante-huit navires contre une escadre vénitienne plus petite en 1263. Toutefois, profitant de la guerre vénéto-génoise en 1270, les efforts de Michel VIII aboutissent à la construction d’une marine forte de 80 navires dont les équipages sont composés de mercenaires latins servant sous les couleurs impériales, mais aussi de Tzakoniens, originaires de Morée et spécialement amenés à Constantinople pour servir dans la nouvelle marine. La même année, une flotte de 24 galères assiège la ville d’Oreos en Eubée et défait une flotte latine de 20 galères. C’est le premier succès d’une opération navale conduite de façon indépendante par les Byzantins et le début d’une campagne navale organisée en mer Égée par Licario qui continue pendant les années 1270 et dont le résultat est la reprise, brève cependant, de plusieurs îles sous contrôle latin,.
Cette renaissance ne dure pourtant pas longtemps. Après de la mort de Charles d’Anjou en 1285 et la fin du danger d’une invasion provenant de l’Italie, Andronic II Paléologue pense que, assuré de l’aide de la puissance navale de ses alliés génois, il peut se passer de l'entretien d’une flotte et des coûts importants qui en découlent. Andronic dissout donc sa marine et engage à la place de 50 à 60 navires génois en 1291. La réduction par Andronic des dépenses militaires, qui touche aussi l’armée, suscite immédiatement une considérable opposition et de vives critiques de la part des érudits de l’époque et des fonctionnaires importants de l’empire. Durant le long règne d’Andronic, les Turcs prennent peu à peu possession des côtes anatoliennes de la mer Égée et l’Empire byzantin est incapable de renverser la situation,. À la même époque, en 1296 et 1297, une flotte vénitienne attaque Constantinople et pille ses faubourgs. L’historien Nicéphore Grégoras commente ainsi ces évènements : « Si les Byzantins possédaient encore une marine, les Latins n’auraient jamais pu se comporter avec une outrecuidance si exacerbée envers eux et les Turcs n’auraient jamais pu poser leurs yeux sur le sable des rivages de la mer Égée… ».
Après 1305, l’empereur tente tardivement de reconstituer une marine en construisant dix navires mais ses efforts sont réduits à néant. Son petit-fils et héritier, Andronic III essaie activement de rétablir la puissance maritime de l’empire, dirigeant personnellement des expéditions contre les possessions latines en mer Égée mais ses efforts ne peuvent contrecarrer le déclin général de l’empire. Après son règne, le plus grand nombre de navires de guerre possédés par les Byzantins mentionné excède rarement la dizaine. Néanmoins, avec la réquisition des navires de commerce, des flottes de 100 à 200 navires peuvent occasionnellement être réunies. Ainsi en 1329, Andronic III envoie une flotte de 105 navires soutenir la rébellion grecque de l'île de Chios menée par Léon Kalothétos contre la domination de l'Italien Martin Zaccaria,. Il participe aussi à la Ligue navale contre les Turcs formée de Venise et des Hospitaliers en fournissant 10 navires
La marine joue un rôle actif durant la guerre civile de 1341-1347 durant laquelle son commandant, le mégaduc Alexis Apokaukos joue un rôle primordial. Après de la guerre civile, l’empereur Jean VI Cantacuzène essaie de restaurer la marine de guerre ainsi que la marine marchande avec comme but, dans les deux cas, de réduire la dépendance de l’empire vis-à-vis de la colonie génoise de Galata, mais aussi pour empêcher les Turcs de franchir les Dardanelles. À la fin, il s’assure de l’aide vénitienne mais en mars 1349, sa flotte nouvellement construite de neuf navires de gros tonnage soutenue par 100 plus petits navires est prise dans une tempête au sud des côtes de Constantinople. L’inexpérience de l’équipage entraîne la panique et les navires sont coulés ou capturés par les Génois,. En 1351, Cantacuzène participe avec seulement quatorze navires dirigés par Constantin Tarchaniotès à la guerre de Venise et de l’Aragon contre Gênes, mais il est très vite vaincu et doit donc signer une paix défavorable,.
Jean VI Cantacuzène est le dernier empereur qui dispose de moyens pour restaurer la marine de l’empire. Ce dernier, affaibli par les guerres civiles et les pertes territoriales, entre dans une période de déclin irrémédiable. Il est caractéristique qu’en 1418, un pamphlet de Gémisthos Pléthon au despote Théodore Paléologue conseille de ne pas assurer la maintenance d’une marine car les ressources sont insuffisantes pour assurer l’existence d’une marine de guerre et d’une armée. Au cours de la brève usurpation de Jean VII Paléologue en 1390, Manuel II n’est capable de rassembler que cinq galères et quatre petits vaisseaux (incluant ceux provenant des chevaliers de Rhodes) pour reprendre Constantinople et secourir son père Jean V Paléologue. Six ans plus tard, Manuel promet d’armer dix navires pour assister la croisade de Nicopolis,. Trente ans plus tard, il prend le commandement personnel de quatre galères et de deux autres vaisseaux transportant de l’infanterie et de la cavalerie pour sauver l’île de Thasos d’une invasion. De même, en 1421, dix navires byzantins sont engagés en soutien du prétendant Mustapha contre le sultan Mourad II.
La dernière victoire navale byzantine consignée date de 1427 au cours d’une bataille aux îles Échinades, quand l’empereur Jean VIII Paléologue vainc la flotte inférieure en nombre de Carlo Ier Tocco, comte de Céphalonie et despote d’Épire,. Cette victoire permet à Jean VIII de prendre possession de toutes les forteresses de Carlo en Morée. La dernière action de la marine byzantine intervient lors de la chute de Constantinople aux mains des Turcs en 1453. Une flotte rassemblant des navires byzantins, génois et vénitiens (le nombre exact de navires variant de 10 à 39) défend Constantinople contre la flotte ottomane,. Au cours du siège, le 20 avril 1453, le dernier engagement naval de l’histoire de l’Empire byzantin intervient quand trois galères génoises escortent un navire de transport byzantin qui se fraie un passage au travers de l’énorme blocus maritime de Constantinople mis en place par les Turcs, les quatre navires réussissant à atteindre la Corne d'Or,.
Ces derniers navires transportaient les quelques habitants de Constantinople qui ont pu s'enfuir avant que les Ottomans ne parviennent jusqu'au port. Une liste de passagers a été conservée et on y trouve des noms prestigieux tels que six membres de la famille Paléologue, deux Cantacuzène, deux Comnène, deux Lascaris, deux Notaras et d'autres nobles et citoyens qui trouvent refuge à Chios, en Morée, en Crète ou à Venise.

## Organisation

### Période protobyzantine (IVe- milieu duVIIesiècle)
Après le déclin du IIIe siècle, la marine se renforce sous le commandement de l’empereur Dioclétien et passe de 46 000 à 64 000 hommes, maximum atteint par la dernière marine romaine. Au IVe siècle, les grandes flottes permanentes du début de l’empire sont progressivement fractionnées en de petites escadres. Au cours des IVe et Ve siècles, la situation de la structure de la marine reste assez confuse. La flotte du Danube (nommée Classis Histrica), avec ses propres flottilles de légionnaires, est encore attestée dans le Notitia Dignitatum et ses activités croissantes sont commentées par Végèce. À l’ouest, plusieurs flottes fluviales sont mentionnées mais les vieilles flottes prétoriennes ont presque toutes disparu. Même les flottes restantes des provinces maritimes occidentales apparaissent sérieusement affaiblies et incapables de contrer les attaques des barbares. À l’est, les flottes d’Alexandrie et de Syrie existent jusque vers les années 400 selon des sources officielles, pendant qu’une flotte stationne à Constantinople même, peut-être créée avec ce qu’il reste des flottes prétoriennes. Toutefois, sa taille reste inconnue et n’apparaît pas dans le Notitia.
Durant le Ve siècle, lors des opérations en Méditerranée, les flottes semblent être regroupées sur des bases ad hoc puis aussitôt dissoutes. La première flotte permanente qui peut être datée du VIe siècle, correspond à la révolte de Vitalien en 513-515 quand Anastase Ier crée une flotte pour contrer celle des rebelles. Cette dernière subsiste, sous Justinien Ier et ses successeurs, avant d’être développée en une force professionnelle et permanente. Cependant, en l’absence de menace navale, la marine de la fin du VIe siècle est relativement petite, composée de plusieurs petites flottilles sur le Danube et de deux flottes principales à Ravenne et à Constantinople. Des flottilles supplémentaires sont présentes dans les grands centres commerciaux et maritimes de l’empire. À Alexandrie, elles fournissent l’escorte de la flotte annuelle transportant le grain à Constantinople et à Carthage, et elles contrôlent la Méditerranée occidentale. La tradition navale depuis longtemps établie et l’infrastructure de ces zones facilitent la maintenance de la flotte. Ainsi, quand intervient une expédition navale, une flotte importante peut être rapidement regroupée sans entraîner des coûts très importants en réquisitionnant les nombreux vaisseaux marchands.

### Période intermédiaire (de la fin duVIIesiècleaux années 1070)

#### Thèmes maritimes

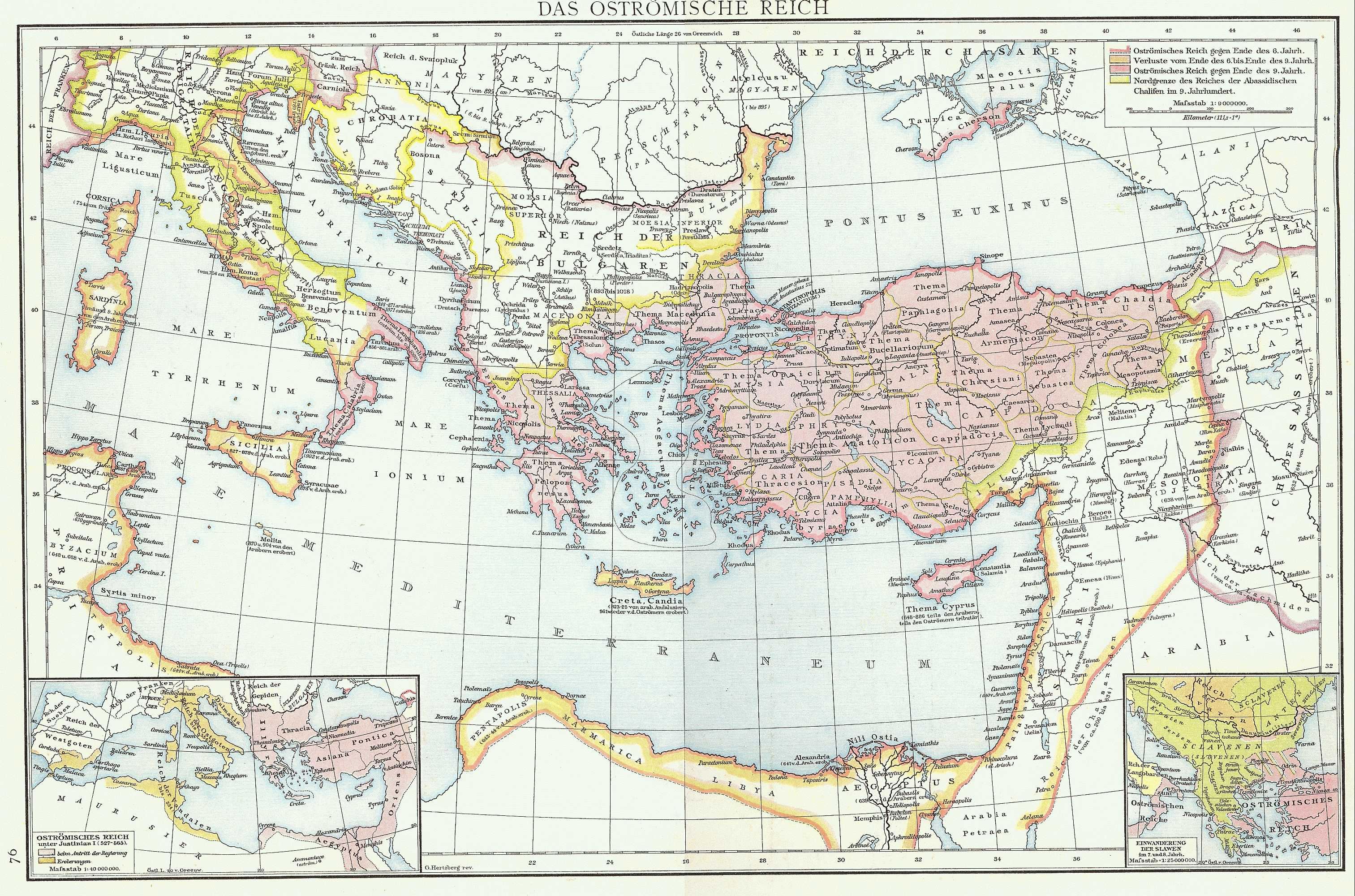
L'Empire byzantin entre le avec les thèmes vers l'année 900. Les possessions impériales isolées autour de la Méditerranée sont défendues et renforcées par les flottes byzantines.

En réponse aux conquêtes arabes durant le VIIe siècle, les empereurs adaptent l'organisation des provinces fondée jusqu'ici sur la séparation des pouvoirs administratifs et militaires, et concentrent ces pouvoirs sous l'autorité d'un stratège, commandant d'un thème, unité militaire qui finit par désigner la province où elle stationne. Chaque thème entretient et lève ses propres forces locales. À la suite d’une série de révoltes des forces thématiques durant le règne de Constantin V, les premiers thèmes, très vastes, sont progressivement divisés tandis qu’une armée impériale (tagmata) est créée et stationne à Constantinople ou aux alentours. Elle sert de réserve centrale qui forme désormais le cœur des armées en campagne,.
Un processus similaire est suivi dans la flotte, laquelle est organisée sur un principe comparable. Dans les années 660, Constant II établit le corps des Karabisianoi (en grec : Καραβισιάνοι soit les marins) provenant peut-être du reste de la vieille Quaestura exercitus ou de l’armée de l’Illyrie. Elle est dirigée par un stratège (le stratège du Ploïmon) et inclut la côte sud de l’Asie mineure de Milet à Séleucie en Cilicie mais aussi les îles de la mer Égée et les possessions impériales du sud de la Grèce. Son quartier-général se situe d’abord à Samos avec un commandant subordonné, le drongaire à Cibyrrha en Pamphylie. Comme le nom le suggère, il comprend la plupart de la marine de l’empire et fait face à la principale menace maritime, les flottes arabes de l’Égypte et de la Syrie,.
Les premiers thèmes, très grands, sont subdivisés en plus petits thèmes. D’autres sont créés à la suite des reconquêtes des IXe et Xe siècles. Bien que la plupart des thèmes terrestres aient un littoral et maintiennent des navires pour le défendre, les principaux thèmes maritimes du VIIIe au Xe siècle sont au nombre de trois :
- le thème des Cibyrrhéotes (θέμα Κιβυρραιωτῶν) est créé à partir de la flotte des Karabisianoi et dirige l’administration et la défense des côtes sud de l’Asie Mineure[82]. La date exacte de sa création est incertaine, les estimations allant de 690[82] aux années 720[a 54]. Le siège du stratège, mentionné pour la première fois en 734, se situe au départ à Cibyrrha et plus tard à Antalya[c 5],[83]. Ses principaux lieutenants résident dans le catépanat de Mardaitès ; un ek prosōpou (commandant en second) réside à Syllaeum et un drongaire à Kos[83]. Dans le Taktikon Uspensky de 842/843, deux drongaires subordonnés sont aussi mentionnés, un pour la mer Égée (Aigaio Pelagos, en fait le nord de la mer Égée) et un pour le Kolpos (le Golfe, la région autour de Samos)[84]. Situé à proximité du Levant musulman, il reste la principale flotte byzantine durant plusieurs siècles[b 5],[K 5],[N 2] jusqu’à ce qu’elle soit réduite avec le déclin de la menace de la marine musulmane. La dernière flotte est mentionnée en 1043, le thème devenant ensuite une province purement civile[83] ;
- le thème de l’Égée (θέμα Αἰγαίου) est séparé du thème des Cibyrrhéotes vers 843, sûrement en réponse à la nouvelle menace provenant de l’émirat musulman de Crète. Il inclut toutes les îles de la mer Égée à l’exception du Dodécanèse[a 23],[c 6] ;
- le thème de Samos (θέμα Σάμου) est séparé du thème de la mer Égée vers 882[c 6],[K 5]. Il inclut les côtes ioniennes (Ionie) et sa capitale se trouve à Smyrne[85],[N 3].

Les thèmes en Asie Mineure vers 950. Le thème de Chaldia se situe au nord-est, celui de Paphlagonie au nord de l'Asie Mineure et celui des Cibyrrhéotes sur la côte sud.

De surcroît, la flotte impériale centrale (βασιλικόν πλώιμον, basilikon plōimon) à Constantinople est renforcée et joue un rôle majeur notamment dans les actions visant à repousser le siège de Constantinople par les Arabes. Du fait de sa base la plus importante, elle est aussi connue sous le nom de « flotte de Stenon » (les détroits des Dardanelles). À la différence de la première marine romaine, où les flottes provinciales sont inférieures en nombre et incluent seulement de plus petits vaisseaux que ceux de la flotte centrale, les flottes thématiques sont probablement d’importantes formations.
D’autres thèmes possèdent une force navale considérable :
- le thème de l’Hellas (θέμα Ἑλλάδος) est fondé vers 686-689 par Justinien II. Il englobe les possessions impériales du sud de la Grèce avec Corinthe comme capitale. Justinien y installe 6 500 Mardaïtes qui fournissent des rameurs ainsi que des hommes pour les garnisons[d 14]. Ce n’est pas un thème exclusivement naval mais il maintient sa propre flotte. Il est scindé en 809 entre le thème du Péloponnèse et le nouveau thème de l’Hellas qui couvre la Grèce centrale et la Thessalie. Il garde aussi une plus petite flotte[d 15],[82] ;
- le thème de Sicile (θέμα Σικελίας) couvre la Sicile et les possessions impériales du sud-ouest de l’Italie (en Calabre). Seul bastion de la puissance navale byzantine à l’ouest, il perd progressivement de sa puissance à la fin du IXe siècle et disparaît avec la perte de Taormina en 902[b 5] ;
- le thème de Ravenne correspond à l’exarchat de Ravenne qui est perdu en 751 ;
- le thème de Céphalonie (θέμα Κεφαλληνίας) contrôle les îles Ioniennes et devient un archontat en 809[d 15]. Les nouvelles possessions impériales de l’Apulie lui sont ajoutées durant les années 870 avant qu’elles ne soient mises sous la direction d’un thème séparé, le thème de Longobardie vers 910[c 7] ;
- le thème de Paphlagonie (θέμα Παφλαγονίας) et le thème de Chaldia (θέμα Χαλδίας) sont issus de la division du thème des Arméniaques vers 819 par Léon V, et grâce à leurs propres escadres navales, ils forment un élément de défense face aux assauts de la Rus’[d 16].

#### Taille et effectifs
À l’image de sa contrepartie terrestre, l'effectif exact de la marine byzantine et de ses unités sont l'objet de débats, en raison de l’insuffisance et de la nature ambiguë des sources primaires. Seuls les effectifs de la fin du IXe siècle et du début du Xe siècle sont connus grâce à une source détaillée datée de l’expédition crétoise de 911. Cette liste révèle que durant le règne de Léon VI le Sage, la marine atteint 34 200 rameurs et peut-être près de 8 000 fantassins de marine. La flotte impériale centrale totalise 19 600 rameurs et 4 000 fantassins de marine sous le commandement du drongaire et du basilikon plōimon. Ces 4 000 fantassins de marine sont des soldats professionnels, recrutés pour la première fois en tant que corps par Basile Ier dans les années 870. Ils sont un grand atout dans la flotte impériale qui dépendait auparavant des soldats provenant des thèmes et de la tagmata pour compléter ses forces. Ce nouveau corps est plus fiable, mieux entraîné et immédiatement disponible en cas de besoin. Le statut élevé de ces marins est illustré par le fait qu’ils sont considérés comme appartenant à la tagmata impériale et organisés sur un principe similaire. La flotte thématique de l’Égée compte 2 610 rameurs et 400 fantassins de marine, la flotte des Cibyrrhéotes comporte 5 710 rameurs et 1 000 fantassins de marine, la flotte de l’île de Samos comprend 3 980 rameurs et 600 fantassins de marine, enfin, le thème de l’Hellas fournit 2 300 rameurs avec une partie de ses 2 000 soldats thématiques servant aussi de fantassins de marine.
Le tableau suivant contient les estimations de Warren Treadgold sur le nombre de rameurs durant toute l’histoire byzantine :
| Année   | 300    | 457    | 518    | 540    | 775    | 842    | 959    | 1025   | 1321  |
| ------- | ------ | ------ | ------ | ------ | ------ | ------ | ------ | ------ | ----- |
| Rameurs | 32 000 | 32 000 | 30 000 | 30 000 | 18 500 | 14 600 | 34 200 | 34 200 | 3 080 |

Contrairement à ce qui est souvent dit, les galériens ne sont pas utilisés en tant que rameurs que ce soit par les Byzantins, les Arabes ou leurs prédécesseurs grecs et romains. Au cours de l’existence de l’empire, les équipages byzantins sont constitués majoritairement d’hommes libres mais d’ascendance modeste. Ce sont des soldats professionnels astreints à accomplir le service militaire (strateia) en échange d’une paie ou de l’acquisition d’une propriété. Durant la première moitié du Xe siècle, les dernières paies à être connues ont une valeur de 2 à 3 livres (0,91 à 1,4 kg) d’or pour les marins ou l’infanterie de marine,. La marine byzantine utilise aussi des prisonniers de guerre ou des étrangers. Un groupe énigmatique connu sous le nom de Toulmatzoi (peut-être des Dalmates) apparaît lors de l’expédition crétoise ainsi que de nombreux Rus' qui reçoivent le droit de servir dans les forces armées byzantines à la suite des nombreux traités signés entre la Rus’ et Byzance au cours du Xe siècle.
Dans son De Ceremoniis, Constantin Porphyrogénète donne la liste des flottes pour les expéditions contre la Crète en 911 et 949. L'interprétation de ces références provoque un vif débat. Ainsi, les chiffres donnés pour l'ensemble de la flotte impériale en 949 peuvent être lus de différentes manières : soit la flotte possède 100 navires, soit elle en possède 150 voire 250. Tout dépendent de la lecture du texte grec. Le sens précis du mot ousia (ούσία) fait aussi l’objet de confusion : traditionnellement, on considère qu’il s’agit d’un groupe standardisé de 108 hommes, et un navire peut embarquer plus d’un seul groupe. Dans le contexte du De Ceremoniis, cependant, le terme peut aussi signifier « unité » ou « navire »,. Le nombre de 150 semble plus compatible avec les nombres trouvés dans d’autres sources, et c’est celui accepté par la plupart des spécialistes, bien qu’ils divergent sur la composition de la flotte. Makrypoulias interprète les nombres de 8 pamphyloi, 100 ousiakoi et 42 dromons comme étant adéquats, ces chiffres incluant les deux navires impériaux et les dix navires de l’escadre Stenon,. Au total, pour la taille de la marine byzantine à cette époque, Warren Treadgold extrapole un autre chiffre, incluant les 240 navires environ des flottes thématiques. De fait, on atteint un chiffre de 307 navires pour l’expédition crétoise de 960-961. Selon Treadgold, ce chiffre représente probablement approximativement celui de l'ensemble de la marine byzantine (en incluant les petites flottilles) durant les IXe et Xe siècles. Toutefois, il est notable qu’une chute significative du nombre de navires et d’hommes liés aux flottes thématiques devient évidente entre 911 et 949. Cette chute qui réduit la taille des flottes thématiques du tiers au quart du total de la marine est due en partie à l’accroissement du nombre des légers ousiakos aux dépens des lourds dromons. Ce changement est motivé en partie par les difficultés financières et par le manque d’effectifs. Il est aussi un indicateur de la tendance générale qui conduit à la disparition complète des flottes provinciales à la fin du XIe siècle.

#### Structure des grades
Bien que les thèmes maritimes soient organisés comme leurs homologues terrestres, les sources byzantines sur la structure exacte des grades prêtent à confusion. Le terme usuel d’amiral est stratēgos (stratège), terme utilisé également pour les généraux gouvernant les thèmes terrestres. En dessous de stratēgos, il y a deux ou trois tourmarchai (correspondant au titre de vice-amiral d’escadre) qui supervisent plusieurs drongaires (droungarioi, l’équivalent des contre-amiraux de la marine française). Jusqu’à la fin du IXe siècle, les gouverneurs des thèmes de l’Égée et de Samos sont aussi dénommés drongaires depuis que leur commandement est détaché du thème original des Cibyrrhéotes. Ensuite, ils reprennent leur titre de stratège. Toutefois, le commandant de la flotte impériale reste connu sous le nom de droungarios tou basilikou (auquel est adjoint plus tard le terme de megas ou « grand » en latin). Ce titre est toujours utilisé sous l’ère Comnène mais uniquement pour le commandant de la flotte impériale d’escorte. Il survit jusqu’à l’ère Paléologue, et est citée dans le Livre des Charges du XIVe siècle de Georges Kodinos. La charge de second ou d’adjoint est appelée topotērētē. Cette dernière est aussi mentionnée pour la flotte impériale mais son rôle est peu décrit par les sources byzantines. Il pourrait avoir occupé un poste similaire à celui du Port Admiral de la Royal Navy (poste chargé de la logistique militaire). Bien que certains officiers supérieurs soient des marins professionnels ayant progressé dans la hiérarchie, la plupart des commandants proviennent de la cour impériale et s’appuient sur la plus grande expérience de leurs subalternes pour le domaine maritime.
Les amiraux sont aussi gouverneurs de leurs thèmes. Ils sont assistés par un prōtonotarios, qui dirige l’administration civile du thème. En outre, plusieurs officiers de l’état-major sont des chartoularios chargés de l’administration maritime. Le prōtomandatōr (messager en chef) agit en chef de l’état-major. Par ailleurs, parmi les kométès (comtes), il existe un komēs tēs hetaireias qui commande la garde personnelle (hetaireia) du drongaire. Les escadres de trois ou cinq navires sont dirigées par un komēs ou un droungarios (drongaire) et chaque capitaine de navire se nomme un kentarchoi (un centurion), bien que des sources littéraires utilisent le terme plus archaïque de nauarchos ou même de triērarchos.
Chaque équipage de navire, en fonction de sa taille, est composé d’un à trois ousiai. Sous la direction du capitaine, il y a le bandophoros (le porte-drapeau) qui agit en tant qu’officier exécutant, deux timoniers qui sont appelés prōtokaraboi (en quelque sorte, les conducteurs du navire, littéralement la tête du navire), ou parfois et de manière plus archaïque kybernētes, et d'un officier de proue, le prōreus. En pratique, il y a plusieurs de ces hommes sur chaque navire, travaillant en relais. La plupart de ces hommes montent en grade au fur et à mesure. Ainsi, plusieurs références dans le De Administrando Imperio font mention de premiers rameurs (prōtelatai) qui deviennent prōtokaraboi dans les navires impériaux, avant de devenir des officiers plus haut gradés. Parmi ceux-ci, l’empereur Romain Lécapène est celui qui rencontra le plus grand succès. Il existe aussi un certain nombre de spécialistes à bord des navires tels que deux rameurs de proue et le siphōnatores qui travaille sur les siphons servant à asperger les navires ennemis de feu grégeois. Un boukinatōr (le clairon) est également mentionné dans les sources. Celui-ci transmet les ordres aux rameurs (kōpēlatai ou elatai). Depuis que l’infanterie de marine est organisée en unité régulière, leurs rangs sont similaires à ceux de l’armée.

### Période tardive (1080-1453)

#### Les réformes des Comnènes
Après le déclin de la marine au XIe siècle, Alexis Ier la refonde sur des bases différentes. Les flottes thématiques ont presque toutes disparu et leurs restes sont amalgamés au sein d’une flotte, confiée à un commandant unique, le mégaduc (megas doux),. Le Grand drongaire de la flotte est seulement le commandant de l’ensemble de la flotte mais, subordonné au mégaduc, exerce comme commandant en second,. Le mégaduc est aussi nommé gouverneur de la Grèce méridionale, qui correspond aux vieux thèmes de l’Hellas et du Péloponnèse divisés en districts (oria) qui possèdent chacun une flotte,. Durant le règne de Jean II Comnène, les îles de l’Égée deviennent responsables de la protection, de l’équipage et de l’approvisionnement des navires de guerre. Les sources contemporaines sont fières du fait que la grande flotte de Manuel soit composée d’équipages de natifs romains bien qu’elle continue d’utiliser des mercenaires et des escadres alliées,. Néanmoins, le fait que la flotte soit maintenant exclusivement construite et basée dans les alentours de Constantinople et que les flottes provinciales ne soient pas reconstituées a des désavantages. Ainsi, les régions éloignées, en particulier la Grèce, sont laissées vulnérables aux attaques.

#### La marine nicéenne
Avec le déclin de la flotte byzantine à la fin du XIIe siècle, l’empire est progressivement lié aux flottes vénitiennes et génoises. À la suite du sac de Constantinople en 1204 toutefois, les sources suggèrent déjà la présence d’une flotte relativement puissante sous le règne du premier empereur de Nicée Théodore Ier Lascaris. Cependant, on manque de détails précis à propos de cette flotte. Au cours des règnes de Jean III et de Théodore II, la marine a deux zones stratégiques d’opérations. En mer Égée, elle réalise des opérations contre les îles (principalement Rhodes) ainsi que des missions de transport et de soutien aux armées combattant dans les Balkans. En mer de Marmara, les Nicéens cherchent à interdire aux navires latins de pénétrer sur cette mer, mais aussi à menacer Constantinople, la capitale de l’Empire latin de Constantinople. Smyrne, principal chantier naval, constitue la base de départ pour les opérations en mer Égée. Une base secondaire se trouve aussi à Stadéia tandis que la base principale des opérations en mer de Marmara est à Holkos près de Lampsaque sur la péninsule de Gallipoli.

#### La marine des Paléologues
En dépit de leurs efforts, les empereurs nicéens échouent à mettre en défaut la domination vénitienne des mers et sont forcés de demander l’aide des Génois,. En 1261, Michel VIII réussit à reprendre Constantinople grâce à la ruse de son général Alexis Strategopoulos. L’empereur s'efforce alors de réduire sa dépendance envers la marine génoise, en construisant une marine nationale.
Il forme de nouveaux corps pour cet objectif. Les Gasmules (Γασμοῦλοι) sont des hommes d’ascendance à la fois grecque et latine vivant autour de la capitale. Des colons venant de Laconie appelés Lakōnes (Λάκωνες, soit les Laconiens) ou Tzakoniens (Τζάκωνες) forment l’infanterie de marine et composent le gros des effectifs de la marine byzantine durant les décennies 1260 et 1270,. Michel VIII reconstitue aussi les effectifs des rameurs, dénommés Prosalentai ou Prosēlontes appartenant à un corps séparé. Tous ces corps reçoivent une petite solde et une terre à cultiver en échange de leurs services. De plus, ils sont installés ensemble dans des petites colonies. Les Prosalentai sont installés le long du rivage septentrional de la mer Égée pendant que les Gasmules et les Tzakoniens sont installés principalement autour de Constantinople et en Thrace. Ces corps continuent d’exister mais sous un format qui se réduit au cours des derniers siècles de l’empire (la dernière mention des Prosalentai date de 1361, celle des Gasmules date de 1422). Sous la dynastie des Paléologues, la principale base de la flotte est le port de Kontoskalion sur le rivage de la mer de Marmara à Constantinople. Celui-ci est dragué et fortifié par Michel VIII. Parmi les bases navales provinciales, la plus importante se situe probablement à Monemvasia dans le Péloponnèse.
Dans le même temps, Michel et ses successeurs continuent d’utiliser des étrangers au sein de la flotte. Face à la versatilité des cités italiennes avec lesquelles les alliances changent régulièrement, les mercenaires sont de plus en plus employés au cours des derniers siècles de l’empire. Ils sont souvent récompensés par l’obtention de fiefs. La plupart de ces mercenaires, comme Giovanni de lo Cavo (seigneur de Rhodes et d’Anafi) ou Benedetto Zaccaria (seigneur de Phocée) sont génois, Gènes étant à cette époque l’allié principal des Byzantins. Sous Michel VIII, Licario devient le premier étranger à obtenir le titre de mégaduc tout en acquérant comme fief l’île d’Eubée. Un autre rang d’importance, celui d'amiral (ἀμιράλιος ou ἀμιράλης) est introduit à la suite de l'épisode catalan. Il correspond en importance au troisième grade après ceux de méga duc et de méga drongaire.

## Les navires

### Les dromons et leurs dérivés

#### Origines et étymologie
La marine byzantine comprend divers navires dont les caractéristiques sont parfois floues et les reconstitutions plus ou moins conjecturales : ophidies (οφιδίς, « serpent », à rames, sans mâture permanente, effilées et basses sur l’eau, pour débarquer et rembarquer), ouzies (ουζειά) et mahonnes (μαχώνες) du Pont Euxin ; les noms de ces derniers sont d’origine turcique : Oghouzes = peuple turcophone, turc mavuna, mavna « voilier à fond plat ». Toutefois, jusqu’au XIIe siècle le navire type de combat reste le dromon (δρόμων), lui-même de plusieurs types et tonnages, du lourd dromon à xylocastres (tours en bois armées de catapultes, de balistes ou de lance-feu grégeois) au léger pamphyle (παμϕυλίς) à un seul mât, rapide et maniable. Les dromons sont apparemment issus de l’évolution de la liburne, λιβυρνίς, galère légère attestée au temps de la flotte impériale romaine. Le mot dromon apparut pour la première fois à la fin du Ve siècle. Il est d'abord communément réservé, jusqu’au VIe siècle, à la désignation d'un type spécifique de galères de course. Le terme dromon lui-même dérive de dromos « course », ce qui souligne que la qualité principale de ces navires était leur rapidité, comme le soulignait au VIe siècle Procope de Césarée. Au cours des siècles suivants, alors que les combats maritimes avec les Arabes s’aggravaient, des versions lourdes avec deux et peut-être même trois bancs de rameurs apparurent. À la même époque, le sens du mot dromon s'élargit à celui de « navire de guerre » : il sert dès lors souvent de synonyme d'un autre terme byzantin apparaissant pour la première fois au cours du VIIIe siècle, celui de chélandion (χελάνδιον, dérivé de kelēs « coureur »), employé également pour les grands navires de guerre.

#### Évolutions et caractéristiques
L’apparence et l’évolution de la marine médiévale est sujet à débat : jusque récemment, on n’avait pas trouvé de restes de navire à rame de l'Antiquité ou du haut-Moyen Âge, et les informations devaient être glanées en analysant les sources littéraires, les illustrations artistiques et les vestiges de quelques navires marchands. Ce n'est qu'en 2005-2006 que les fouilles archéologiques menées dans le cadre du projet Marmaray à l'emplacement du port de Théodose (actuel Yenikapi) ont permis de mettre au jour les vestiges d'une vingtaine de navires byzantins du VIe au Xe siècle, dont des galères,.
La position classique voit comme principales différences entre les premiers dromons et les liburnes, et plus généralement les galères méditerranéennes, l’adoption d’un pont plus large (le katastrōma), l’abandon des éperons d’étrave à l’avant en faveur d’un éperon émergé et l’introduction progressive des voiles latines. Les raisons exactes qui motivent l’abandon de l’éperon d’étrave (en latin rostrum, en grec ἔμβολος) sont peu claires. Dès le IVe siècle, des illustrations montrent des éperons pointant vers le haut, notamment dans le manuscrit Vergilius vaticanus. Cela accrédite l'idée qu'un éperon émergé a remplacé l'éperon d'étrave dès l'époque des dernières galères romaines.
Ce changement peut s'expliquer par l’évolution graduelle des méthodes de construction des coques de trirèmes, basées au départ sur l’assemblage par mortaises et tenons. C’est contre ces derniers que l’éperon d’étrave est développé. Peu à peu, la méthode de construction change et conduit à l’adoption de coques plus résistantes mais aussi moins rigides et donc moins vulnérables aux attaques des éperons d’étrave. Il semble qu'au début du VIIe siècle la fonction originelle de l’éperon d’étrave est oubliée. C’est ce qui transparaît des commentaires d’Isidore de Séville, selon lequel les éperons d’étrave sont utilisés pour se protéger contre les collisions avec des rochers immergés. En ce qui concerne la voile latine, différents historiens ont suggéré qu’elle a été introduite en Méditerranée par les Arabes qui l’auraient importée d’Inde, son « lieu de naissance ». Néanmoins, la découverte de nouvelles références littéraires et de nouvelles illustrations au cours des dernières décennies a conduit les historiens à faire remonter l’apparition de la voile latine au Levant à des dates plus anciennes,,,. En effet, elle serait apparue à la fin de l’époque hellénistique ou au début de l’époque romaine. En outre, cette antériorité ne concerne pas uniquement la version triangulaire de la voile mais aussi la version quadrilatérale, ces deux versions étant utilisées durant plusieurs siècles (surtout sur les plus petits navires) en parallèle avec des voiles carrées,. La flotte d’invasion de Bélisaire en 533 était apparemment au moins en partie composée de navires à voiles latines. C’est probablement à cette date que la voile latine est devenue le gréement standard des dromons. Cette évolution entraîne la disparition progressive de la traditionnelle voile carrée dans le monde des marines médiévales.
Les dromons que Procope décrit ne possèdent qu’un unique banc de rameurs avec approximativement 50 rameurs, 25 de chaque côté. À la différence des navires hellénistiques qui utilisaient un tangon, ils s’étendaient directement depuis la coque. Pour les derniers dromons birèmes des IXe et Xe siècles, les deux bancs de rameurs (elasiai) sont divisés par le pont, la première rangée se situant en dessous tandis que la deuxième rangée se trouve au-dessus du pont. On prévoyait que ces rameurs combattent aux côtés des fantassins de marine lors des opérations d’abordage. Makrypoulias suggère la disposition suivante : 25 rameurs en dessous et 35 sur le pont de chaque côté d’un dromon composé de 120 rameurs. La longueur totale de ces navires était probablement de 32 mètres. Si la plupart des navires n'ont qu'un seul mât (histos ou katartion), les dromons birèmes, plus larges, ont probablement besoin de deux mâts pour pouvoir manœuvrer. De fait, une seule voile latine pour un navire de cette taille aurait atteint une dimension empêchant toute manœuvre. Le navire est dirigé au moyen de deux gouvernails à la poupe (prymnē), qui est en outre dotée d’une tente (skēnē) abritant la couchette du capitaine (krab(b)at(t)os). La proue (prōra) est munie d’un gaillard d’avant (pseudopation), en dessous duquel se situe le siphon du feu grégeois, bien que des siphons secondaires soient parfois situés sur les flancs du navire. Une pavesade (kastellōma), sur laquelle les marins peuvent fixer leur bouclier, s’étend sur les flancs du navire, protégeant l’équipage du pont. Les plus gros navires sont en outre dotés de châteaux en bois (xylokastra) sur chaque côté entre les mâts et semblables à ceux attestés sur les liburnes romaines, abritant des archers sur des estrades de tir surélevées. L’éperon de proue (peronion) est destiné à atteindre les rames du navire ennemi, à les briser et à les neutraliser.
Dans le manuscrit de Jean Skylitzès, on trouve des représentations de dromons, mais elles ne sont pas descriptives et n'ont d'autre rôle que d'illustrer la narration. La seule certitude concernant leur aspect porte sur l'architecture des œuvres vives, grâce aux épaves trouvées dans le port de Yenikapı (en) lors de la construction de la station du même nom sur la ligne ferroviaire İstanbul-Halkalı (en). Concernant les œuvres mortes et le gréement, les descriptions d'époque sont interprétables, et il existe de nombreuses reconstitutions conjecturelles de différents modèles de dromons, sous forme de maquettes ou d'images dans divers ouvrages (par exemple d'Hélène Ahrweiler, Louis Bréhier et Georg Ostrogorsky) et musées (tel le Musée nautique du Pirée ou celui de Madrid) mais aucune ne recueille l'assentiment de l'ensemble des historiens et des spécialistes, et toutes sont contestées.

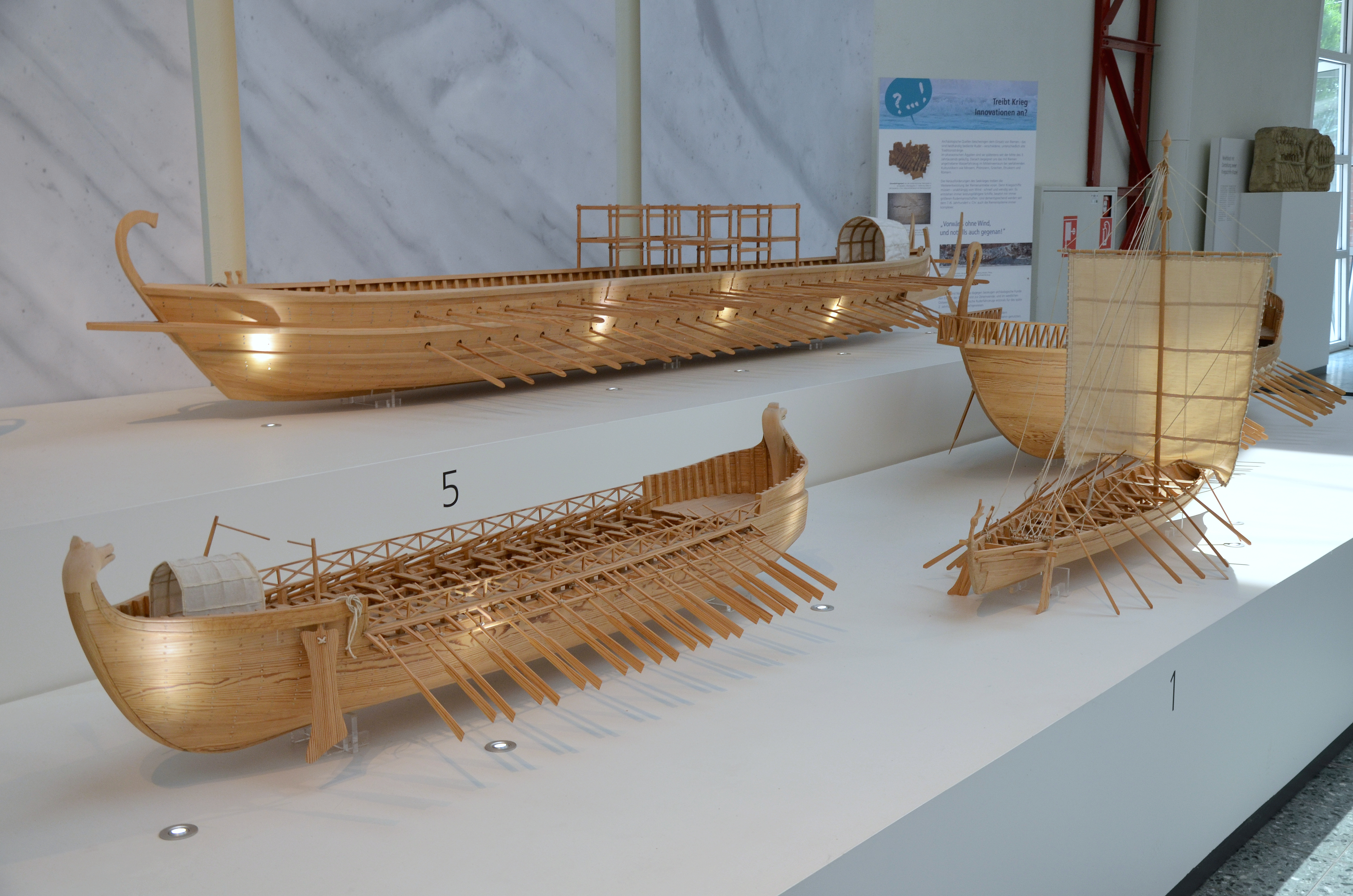
Maquettes de galères romaines et de dromons (bas) au Musée de la Navigation antique (Mayence).
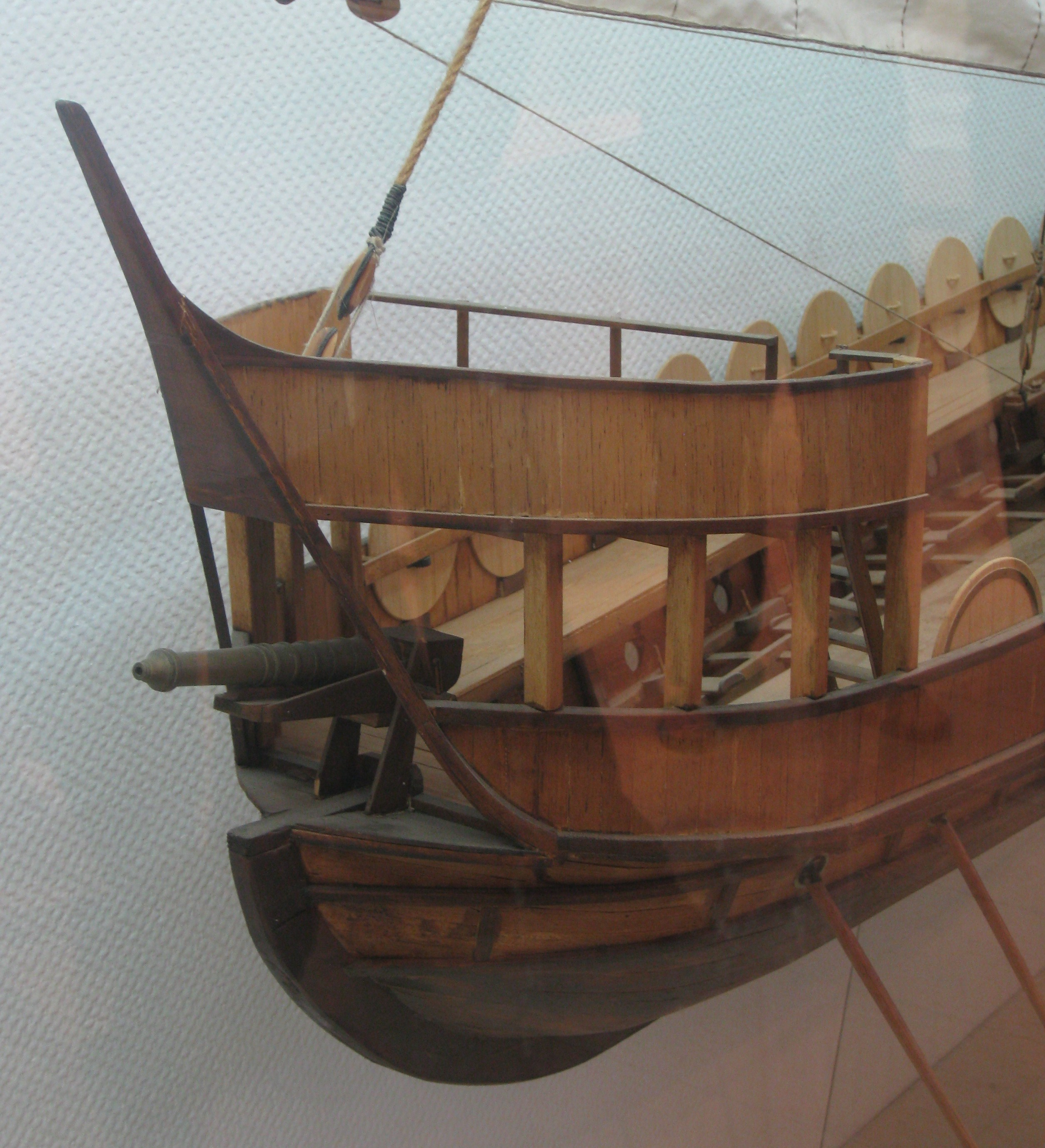
Maquette d'un dromon (proue) au Musée maritime de Haïfa d'après les descriptions de Léon VI le Sage.
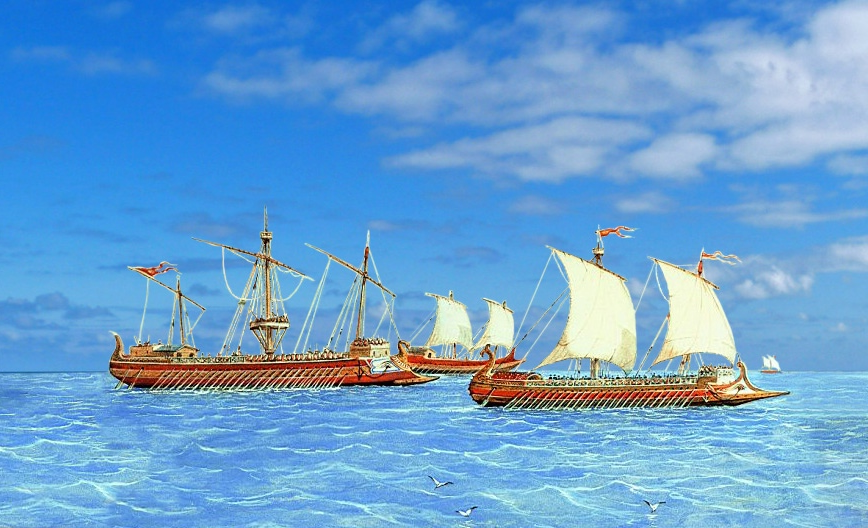
Divers dromons d'après Rafael Monleon, peintre du Musée naval de Madrid.
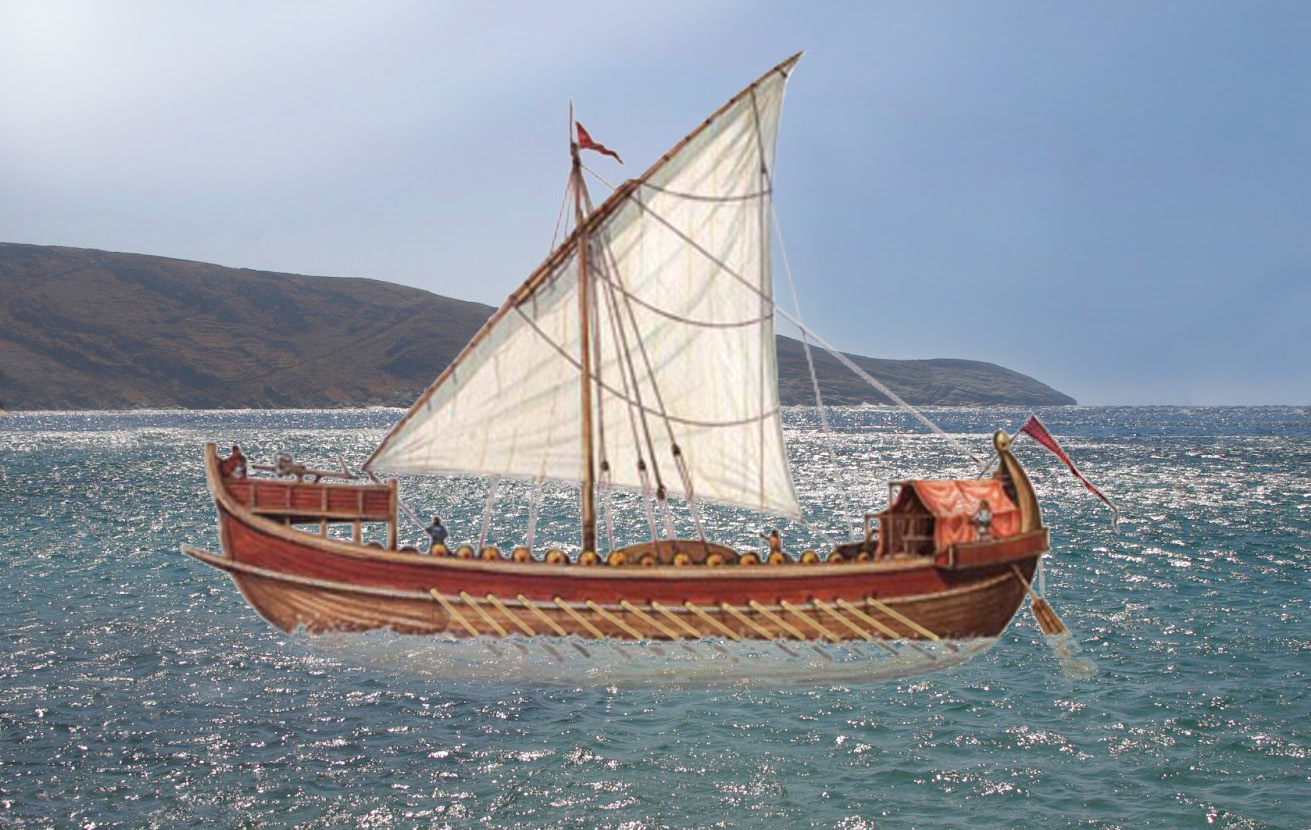
Petit dromon d'après les descriptions de Léon VI.

#### Types de navires
À la fin du Xe siècle, on connaît deux types principaux de birème (à deux rangs de rameurs) de genre dromon, d’après les inventaires des expéditions crétoises de 911 et 949 : 
- le ousiakos (οὑσιακός), à 100 rames, ainsi nommé parce qu’équipé d’une ousia de 108 ;
- le pamphylos ou pamphylion (πάμφυλος, πάμφυλιον), à 100 rames, équipé d’une ousia et demie (soit 120 à 160 hommes), dont le nom suggère une origine pamphylienne, qui sert de transport[K 7] et dont l’équipage surnuméraire faisait fonction d’infanterie de marine ;
- on ajoute à ces deux types le dromōn à proprement parler, équipé de deux ousiai[a 81],[114].

Dans le De Ceremoniis, on dépeint le lourd dromōn comme ayant un équipage encore plus grand de 230 rameurs et de 60 à 70 marins ; Pryor les considère comme un équipage surnuméraire transporté, tandis que Makrypoulis suggère que ces hommes correspondent à un second rang de rameurs sur chacun des bancs supérieurs. Un navire plus petit et à un seul rang, le monērēs (μονήρης) ou galea (γαλέα), d’un équipage d’environ 60 hommes, est utilisé pour les missions de reconnaissance mais également sur les flancs lors des batailles. En particulier, la galea semble être fortement associée aux Mardaïtes, et Christos Makrypoulias suggère même que ce navire est exclusivement utilisé par eux. Des dromons à trois rangs (trirèmes) sont décrits dans une œuvre du IXe siècle dédiée au parakoimōmenos Basile Lécapène. Cependant, ce traité, dont seuls des fragments ont été conservés, repose principalement sur des références relatives à l’apparence et à la construction d’une trirème de l’époque classique ; il doit donc être utilisé avec prudence en ce qui concerne ce navire à cette période byzantine,. L’existence de trirèmes est toutefois attestée dans la marine fatimide des XIe et XIIe siècles, et des références faites par Léon VI à de gros bateaux arabes au Xe siècle peuvent aussi concerner des galères à trois rangs.
En ce qui concerne les navires de transport, les Byzantins recourent habituellement à des marchands ordinaires pour le transport (phortēgoi) ou l’approvisionnement (skeuophora). Ceux-ci semblent être des bateaux à voile plutôt que des bateaux à rames. Les Byzantins et les Arabes pratiquent également le transport de chevaux (hippagōga), soit au moyen de bateaux à voile, soit par galères, ces dernières étant certainement modifiées pour les chevaux,. Étant donné que les chelandia semblent à l'origine être des navires de transport de chevaux à rames, cela suggère des différences de construction entre le chelandion et le dromōn proprement dit, des appellations qui sont par ailleurs souvent utilisés sans distinction dans les sources. Alors que le dromōn se développe exclusivement en tant que galère de guerre, le chelandion devrait comporter un compartiment spécialement adapté aux chevaux, augmentant son maître-bau et la profondeur de sa cale. En outre, les sources byzantines font référence au sandalos ou sandalion (σάνδαλος, σανδάλιον), un bateau emmené par de plus gros navires ; le type décrit dans le De Ceremoniis a un seul mât, quatre rames et un gouvernail. Enfin, le transbordement (en) des gros navires à terre et inversement se fait par des canots ventrus à fond relativement plat appelés χώρεια (horia : « arrondis »).

### Les influences occidentales des derniers siècles
La période exacte à laquelle le dromon est supplanté par des navires dérivés de la galea et d’origine italienne est incertaine. Le terme reste en usage jusqu’à la fin du XIIe siècle, bien que les auteurs byzantins ne fassent pas de distinctions. Les auteurs occidentaux contemporains utilisent le terme pour de gros navires, habituellement de transport, et des preuves existent selon lesquelles cet usage s’est aussi répandu parmi les Byzantins. La description de la flotte byzantine par Guillaume de Tyr en 1169, dans laquelle les « dromons » sont classés en tant qu'imposants navires de transport, distincts des navires à deux rangs de rameurs, peut donc indiquer l’adoption de nouveaux types de galère birème par les Byzantins. À partir du XIIIe siècle, le terme « dromon » tombe progressivement en désuétude et est remplacé par celui de katergon (κάτεργον), un terme de la fin du XIe siècle appliqué à l’origine à l’équipage, issu de populations soumises au service militaire. Durant la basse-époque de l'Empire byzantin, les navires s’alignent sur les modèles occidentaux : le terme katergon est utilisé sans distinction pour les navires byzantins et latins, et le chelandion des transports équins est remplacé par la taride occidentale (dérivant elle-même de l'arabe ṭarrīda, transposée en tareta, ταρέτα, en grec). Un processus similaire est observé dans les sources de Sicile angevine, dans lesquelles le terme chelandre est remplacé par celui de taride, bien que tous deux soient utilisés pendant une certaine période. Aucune différence de construction n'est mentionnée entre les deux, qui font référence aux navires de transport de chevaux (usserii) capables de transporter de vingt à quarante chevaux.
Les galères birèmes de style italien restent le modèle dominant au sein des flottes méditerranéennes jusqu’à la fin du XIIIe siècle, bien que des sources de cette époque fournissent peu de descriptions sur leur construction. À cette date, les galères deviennent presque toutes des trirèmes, c’est-à-dire avec trois rameurs sur un même banc situé au-dessus du pont, chacun maniant une rame différente ; ce système se nomme alla sensile. Les Vénitiens ont aussi développé ce que l’on appelle « la grande galère », qui est une galère élargie capable de transporter plus de cargaison pour le commerce.
On connaît peu de choses des navires byzantins de cette époque. Les notes prises par le clerc byzantin Sylvestre Syropoulos sur le voyage de 1437 de la délégation byzantine du concile de Florence ainsi que les notes du capitaine gréco-vénitien Michel de Rhodes mentionnent que la plupart des navires sont vénitiens ou papaux. Cependant, ces dernières indiquent aussi que l’empereur Jean VII Paléologue voyage sur un navire impérial. Il n’est cependant pas établi que ce vaisseau est bien byzantin ou qu'il a été loué, et sa nature demeure inconnue. Néanmoins, il est noté qu’il est plus rapide que les grandes galères commerciales vénitiennes l’accompagnant. De ce fait, il est possible que ce vaisseau impérial fût une galère de guerre légère. Michel de Rhodes écrit aussi un traité sur la construction navale qui fournit des illustrations et des instructions sur la construction des principaux vaisseaux (galères et voiliers) utilisés par Venise ou les autres États maritimes de la région durant la première partie du XVe siècle.

## Stratégies et armes
Les leçons militaires du passé ont été codifiées, préservées et transmises par les Byzantins grâce à l'usage de manuels militaires. En dépit de leur terminologie parfois archaïsante, ces textes forment la base de la connaissance actuelle de la science navale byzantine. Les principaux textes ayant été conservés sont les chapitres sur les combats navals (peri naumachias) dans la Tactica de Léon le Sage et Nicéphore Ouranos (tous deux s’inspirant largement de la Naumachiai du VIe siècle et d’œuvres antérieures), complétés par les passages relevants du De administrando imperio de Constantin VII Porphyrogénète et d’autres textes d’auteurs byzantins et arabes.

### Stratégie navale, logistique et tactique
L’examen des opérations navales antiques et médiévales nécessite une compréhension des limites technologiques des flottes de galères. Celles-ci se comportent mal dans les eaux agitées et peuvent être submergées par les vagues, une catastrophe en haute mer comme le montrent les exemples historiques de galères englouties en raison du mauvais temps (cf. par exemple les pertes romaines lors de la première guerre punique). La saison maritime est dès lors habituellement limitée à la période s’étalant de la mi-printemps à septembre,. La vitesse de croisière d’une galère, même en utilisant les voiles, est également limitée, tout comme l’est l’approvisionnement qu’elle peut transporter,. En particulier, l’eau est d’une importance cruciale ; avec une consommation estimée à 8 litres par jour pour chaque rameur, sa disponibilité est un facteur opérationnel décisif sur les côtes souvent arides et ensoleillées de la Méditerranée orientale. On estime que les petits dromons peuvent transporter environ quatre jours d’eau. Cela signifie que les flottes composées de galères sont restreintes aux navigations côtières et doivent fréquemment accoster pour remplir leurs réserves et reposer leur équipage. Le comportement des Byzantins en atteste, de la campagne de Bélisaire contre les Vandales aux expéditions crétoises. C'est pour ces raisons que Nicéphore Ouranos souligne le besoin de disposer d'« hommes dotés de la connaissance exacte et de l'expérience de la mer […], dont les vents qui soufflent depuis les terres causent la houle. Ils doivent connaître les rochers cachés de la mer et les lieux sans fond, et les terres à partir desquelles on peut naviguer, et les îles adjacentes, les ports et la distance entre chacun de ces ports. Ils doivent connaître à la fois les pays et leurs ressources en eau. »
Les combats navals médiévaux en Méditerranée sont donc essentiellement côtiers et amphibies, destinés à la prise de contrôle de territoires côtiers ou d’îles, et non à l’exercice d’un contrôle de la mer. De plus, à la suite de l’abandon de l’éperon d’étrave, la seule arme capable d’endommager un navire jusqu’à l’avènement de la poudre à canon et des projectiles explosifs, les combats en mer deviennent selon les mots de John Pryor, « plus imprévisibles. Aucune puissance ne peut plus espérer obtenir un tel avantage en matière d’armement ou de connaissance de l’équipage qui pourrait rendre le succès probable ». Ce n’est donc pas une surprise si les manuels byzantins mettent en avant des tactiques prudentes, donnant la priorité à la préservation de la flotte, et l'acquisition de renseignements corrects. L’accent y est mis sur la surprise tactique et, inversement, sur la nécessité de ne pas être surpris par l’ennemi. Dans l’idéal, la bataille ne doit être livrée que lorsque la supériorité numérique ou tactique est assurée. L’insistance est également mise sur l’adaptation des forces et des tactiques à l’ennemi potentiel : par exemple, Léon VI oppose aux Arabes et à leurs lourds et lents navires (koumbaria) les embarcations légères et rapides (akatia, principalement monoxyles) des Slaves et des Rus',.

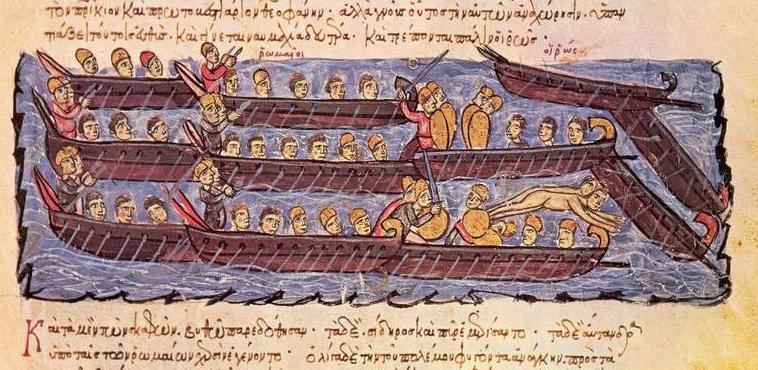
La flotte byzantine repousse une attaque des Rus' sur Constantinople en 941. Les abordages et les combats au corps à corps fixent l’issue de la plupart des batailles au Moyen Âge. Les dromons byzantins sont ici représentés faisant chavirer les mahonnes des Rus' et brisant leurs rames avec leurs éperons.

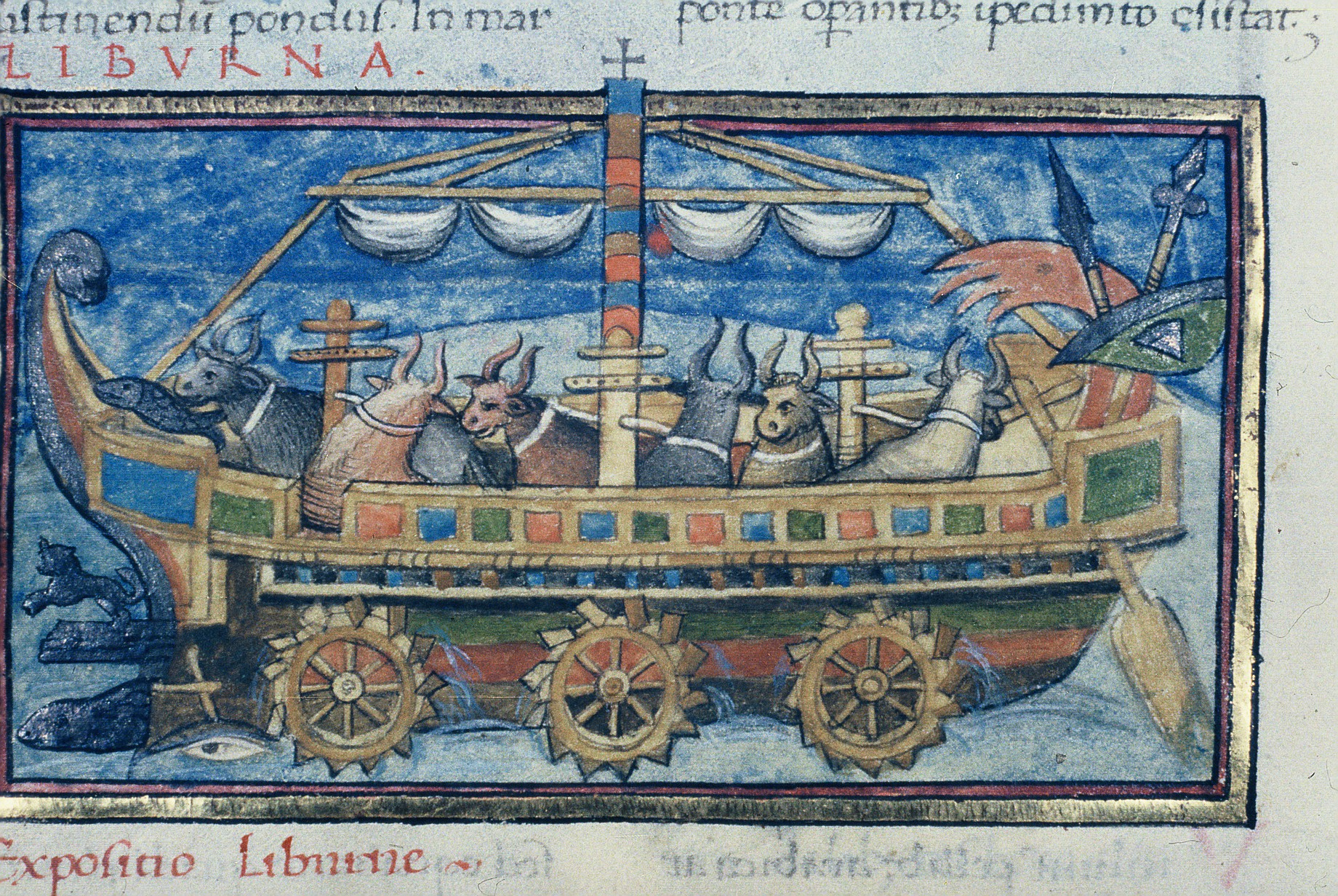
Liburne à six roues à aubes mûes par du bétail tournant autour de trois cabestans, représentée dans De rebus bellicis.

En campagne, après l’assemblement des divers escadrons dans des bases fortifiées (aplēkta) le long des côtes, la flotte se compose d’un groupe principal, constitué de navires à rames, et d’un groupe de convoi (touldon) de navires de transport à voile ou à rames, qui est écarté en cas de bataille. La flotte de guerre est divisée en escadres, et les ordres sont transmis de navire en navire au moyen de drapeaux signalétiques (kamelaukia) et de lanternes.
À l’approche et lors d’une bataille, le bon ordonnancement de la formation est critique : une flotte désordonnée signifie que ses navires ne peuvent s’entraider, menant probablement à la défaite. Les flottes qui ne parviennent pas à garder leur formation ou qui échouent à former une contre-formation (antiparataxis) appropriée en fonction de celle de l’ennemi évitent souvent ou abandonnent le combat,. Le recours à des manœuvres tactiques est donc destiné à rompre la formation ennemie et comprend des stratagèmes variés, comme la division des forces afin de lancer des manœuvres sur les flancs, la feinte d’une retraite ou le maintien d’une force de réserve en embuscade. En effet, Léon VI met ouvertement en garde contre les confrontations directes et recommande le recours à des stratagèmes. Selon lui, une formation en croissant semble être la norme, avec le vaisseau amiral au centre et les bateaux les plus lourds aux extrémités de la formation afin de contourner les flancs de l’ennemi,. Une série de variantes, d’autres tactiques et contre-formations sont possibles, selon les circonstances.
Lorsque les flottes sont suffisamment proches, l’échange de projectiles (brûlots, flèches, javelots) commence. Le but n’est pas de couler le navire mais de décimer l’équipage avant les opérations d’abordage, qui sont déterminantes. Dès que les forces ennemies sont considérées comme suffisamment réduites, les flottes se rapprochent, les navires sont saisis au grappin, et les marins et les rameurs du rang supérieur abordent le bateau ennemi et commencent les combats au corps à corps.

### Armement

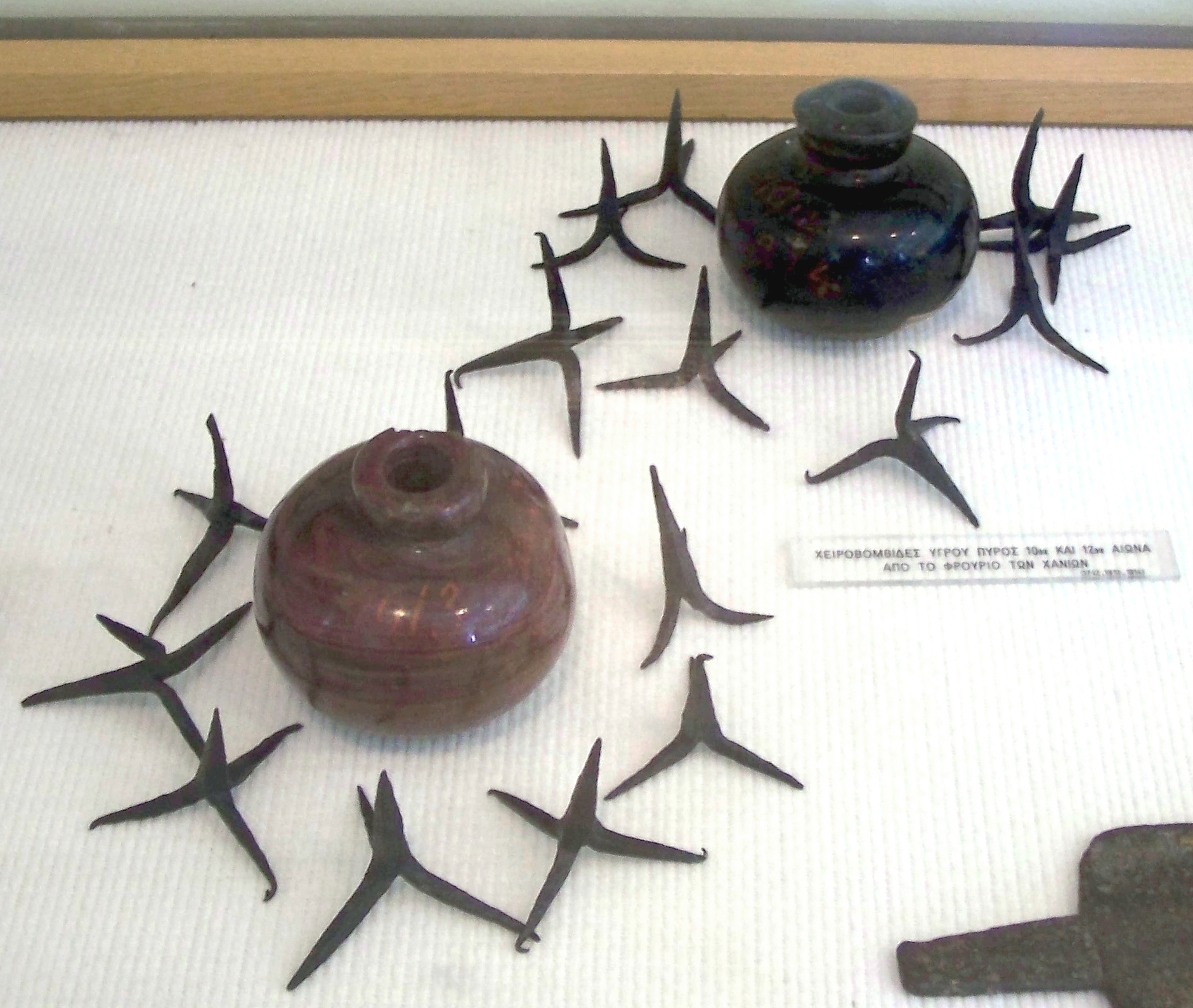
Grenades et chausse-trapes grecques retrouvées en Crète,.

À la différence de la guerre navale dans l’Antiquité, les navires byzantins et arabes ne sont plus forcément munis de taran ou éperon, et les méthodes principales du combat entre navires sont l’abordage, le jet de projectiles enflammés ainsi que l’utilisation de liquides inflammables dont le feu grégeois. Loin d’être aussi redoutable que l’on le croit, le feu grégeois est peu efficace sauf sous certaines conditions et n’est pas l’arme antinavire décisive que l'éperon a pu être entre les mains d’un équipage expérimenté.
Comme leurs ancêtres romains, les navires byzantins et arabes sont équipés de petites catapultes (mangana) et de balistes (toxoballistrai) pouvant lancer des flèches, des javelots, des pierres et des pots de feu grégeois ou d’autres liquides incendiaires mais aussi des chausse-trapes et même des objets remplis de chaux pour étouffer l’ennemi ou, comme l’empereur Léon VI le suggère, des scorpions et des serpents, ce qui est quelque peu invraisemblable,. Les fantassins de marine et les rameurs situés sur le banc supérieur possèdent une armure lourde pour les combats (Léon les appelle « cataphractes »). Ils sont armés pour le combat rapproché avec des lances ou des sabres tandis que les autres marins sont dotés d’un vêtement protecteur en feutre (neurika) et s’arment d’arcs et d’arbalètes. L’importance et le volume des projectiles durant les combats navals peuvent être évalués grâce aux manifestes racontant les expéditions crétoises du Xe siècle. Ils font mention de dix mille chausse-trapes, cinquante arcs et dix mille flèches, vingt navires transportant des ballistrai avec deux cents boulons appelés myai (« mouches »). En outre, chaque dromon transporte cent javelots.
À partir du XIIe siècle, l’arbalète (τζᾶγγρα, tzangra) devient fort importante dans les guerres navales en Méditerranée, et reste l’arme la plus mortelle jusqu’à l’avènement de la poudre à canon. Les Byzantins y recourent souvent, principalement lors des sièges, bien que son utilisation lors des combats navals soit rapportée. Le canon n’est introduit que lors de la seconde moitié du XIVe siècle mais reste rarement utilisé par les Byzantins, qui ne disposent que de quelques pièces d'artillerie pour la défense des murailles de Constantinople. À la différence des Vénitiens et des Génois, rien ne suggère que les Byzantins en aient équipé un navire.

### Le feu grégeois

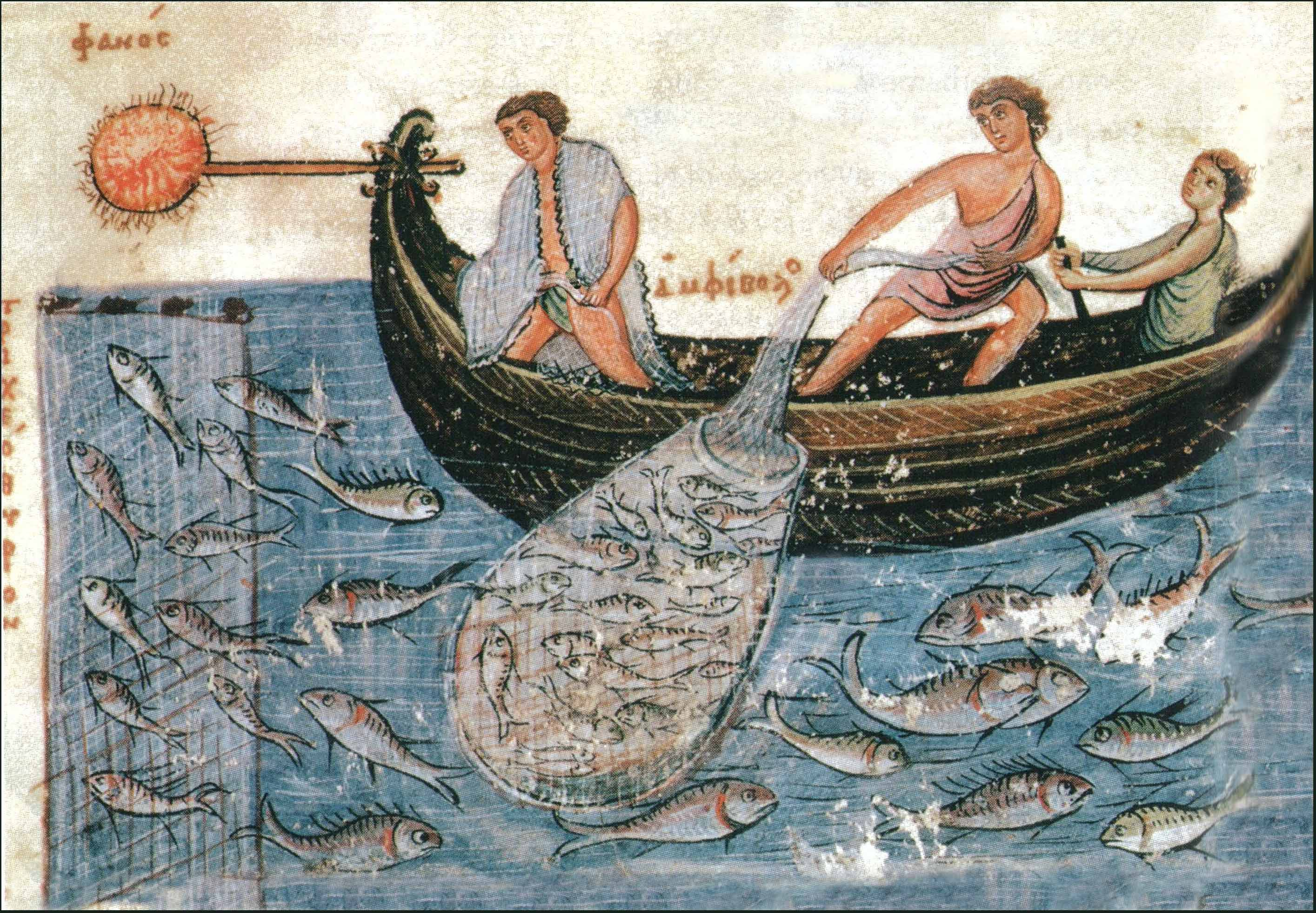
Les résines et naphtes utilisées pour la pêche au lamparo ont pu être à l'origine du feu grégeois.

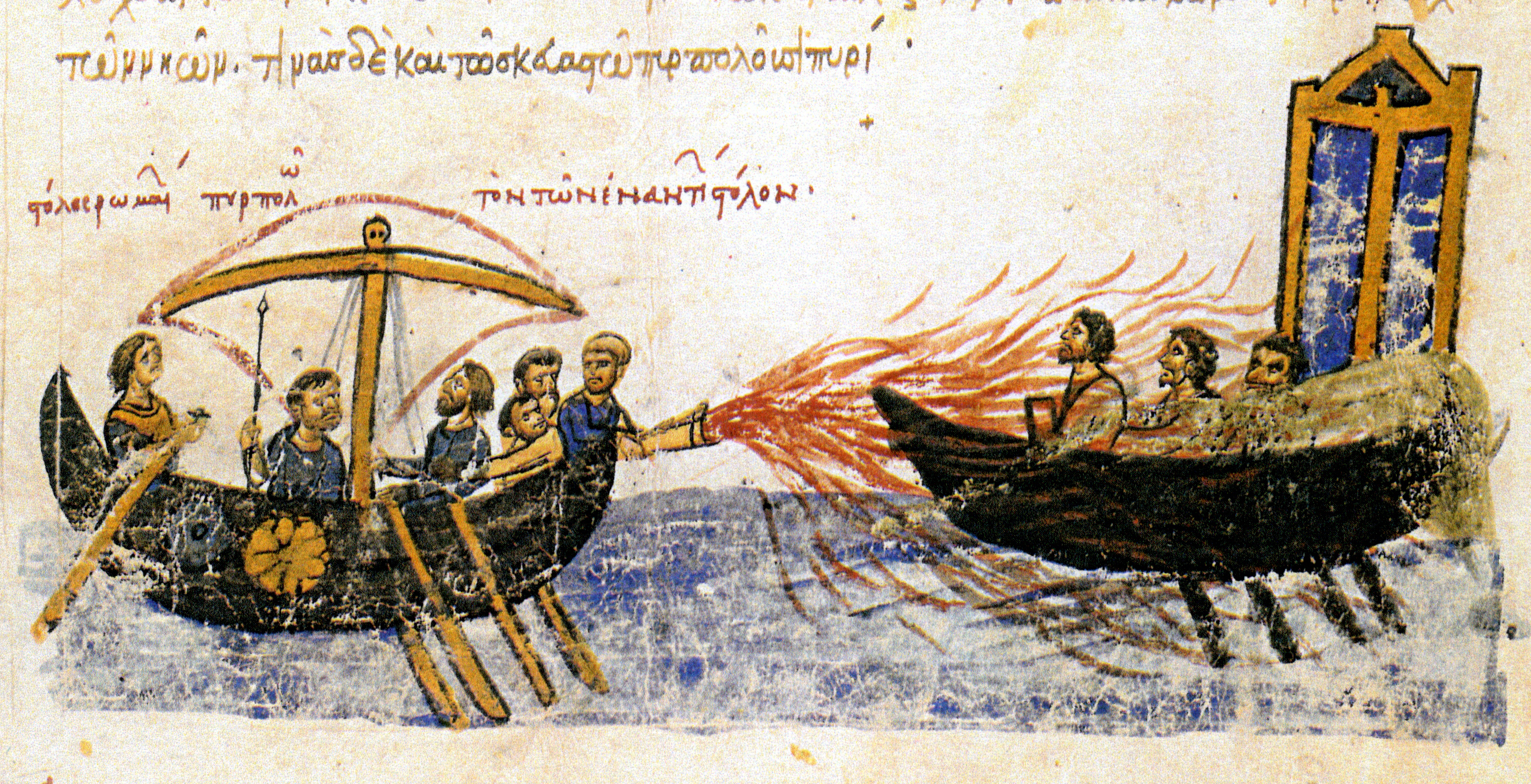
Description du feu grégeois dans le manuscrit de Jean Skylitzès.

Le « feu grégeois » est le nom donné par les Occidentaux au produit inflammable utilisé par les Byzantins. Ceux-ci recourent à divers noms descriptifs pour le nommer, dont le plus commun est le « feu liquide » (ὑγρόν πῦρ). Bien que l’emploi de produits incendiaires par les Byzantins soit attesté depuis le début du VIe siècle, le feu grégeois n'aurait été créé qu'en 673 par un ingénieur de Syrie, un certain Kallinikos. La méthode la plus courante d’utilisation est de le répandre par un large tuyau de bronze (siphōn) sur les navires ennemis,. Il peut également être versé dans des jarres projetées par des catapultes ; des grues pivotantes (gerania) sont aussi mentionnées, versant le combustible sur les bateaux ennemis. Habituellement, la mixture est conservée dans des tonneaux chauffés et pressurisés, et projetée dans le tuyau au moyen d’une sorte de pompe, les opérateurs se réfugiant derrière de grands boucliers de fer. Une version portable (cheirosiphōn) existe également, dont l’invention est attribuée à Léon VI, qui en fait un analogue direct du lance-flammes moderne. Son procédé de fabrication est un secret d’État, et ses composants ne peuvent qu’être vaguement devinés ou décrits à partir des sources secondaires comme chez Anne Comnène, de manière telle que sa composition exacte reste encore inconnue. Dans ses effets, le feu grégeois a dû être assez semblable au napalm. Les sources contemporaines rapportent clairement qu’il ne peut être éteint avec de l’eau, mais qu’il flotte et brûle sur l’eau ; le sable peut l’éteindre en le privant d’oxygène, et plusieurs auteurs mentionnent également un vinaigre fort ou de l’urine.
En dépit des récits quelque peu exagérés des sources byzantines, il n’est en aucun cas une arme miraculeuse et n’a pas empêché de sérieuses défaites,. Sa portée limitée et la nécessité de bénéficier d’une mer calme et de conditions de vent favorables en restreignent l’utilisation. De fait, le feu grégeois est surtout efficace sur une mer calme comme celle de Marmara et contre un ennemi supérieur en nombre contre lequel une stratégie classique comme l'abordage ou l'éperon seraient trop hasardeuses Néanmoins, dans des circonstances favorables et contre un ennemi non préparé, sa grande capacité destructive et son impact psychologique peuvent se révéler décisifs, comme les combats contre les Russes l’ont montré à plusieurs reprises. Il continue à être mentionné durant le XIIe siècle, mais les Byzantins ne l’utilisent pas lors de la quatrième croisade, peut-être parce qu’ils ont perdu l'accès aux régions (le Caucase et la côte orientale de la mer Noire) où on trouve ses principaux ingrédients. Enfin, il semble à peu près sûr que les Arabes ont fini par découvrir le secret du feu grégeois vers le Xe siècle car certaines sources mentionnent son utilisation, entre autres par la flotte de Léon de Tripoli,.

## Le rôle de la marine dans l’histoire byzantine
Il n’est pas évident d’évaluer l’importance historique de la marine byzantine.
D’une part, l’Empire byzantin, pendant toute sa vie, défend des côtes étendues, le plus souvent avec un arrière-pays étroit. De surcroît, les navires sont toujours les moyens de transport les plus rapides et les moins chers alors même que les principaux centres urbains et commerciaux byzantins ainsi que la plupart des terres fertiles se trouvent à proximité de la mer. Ces caractéristiques couplées à la menace posée par les Arabes du VIIe au Xe siècle nécessitent le maintien d’une flotte puissante. Ainsi, il est possible que la marine ait joué le rôle le plus important dans la défense victorieuse de Constantinople lors des deux sièges arabes, ce qui sauva l’Empire. Enfin, les opérations navales font partie intégrante de l’effort byzantin contre les Arabes du fait des nombreux raids et contre-raids qui se déroulent jusqu’à la fin du Xe siècle.
D’autre part, la nature et les limites des techniques maritimes de l’époque empêchent la Byzance aussi bien que ses adversaires de développer une thalassocratie. Les flottes de galère, renvoyées à des opérations côtières, ne joueront pas un rôle indépendant. De plus, comme l’illustre l’alternance des victoires et des défaites byzantines, aucun belligérant ne parvient à prendre durablement l’ascendant sur l’autre. Bien que les Byzantins remportent quelques succès spectaculaires comme la victoire nocturne de Nasar en 880, de tels succès sont contrebalancés par des malheurs tout aussi spectaculaires. Les rapports faisant état de mutineries par les rameurs au sein de la flotte révèlent aussi que leurs conditions sont souvent éloignées des idéaux prescrits dans les manuels. Cela, joint à la prépondérance traditionnelle des grands propriétaires terriens de l’Anatolie au sein des élites militaires et civiles, implique qu’à l’image de l’Empire romain, la marine a toujours été largement vue comme un supplétif aux forces terrestres, un fait qui est bien mis en lumière par la faiblesse relative des positions des amiraux au sein de la hiérarchie impériale,.
Il n’en reste pas moins clair que le déclin progressif de la puissance navale byzantine au cours des Xe et XIe siècles, causé par la montée en puissance des cités-États italiennes (notamment Venise et plus tard Gênes), a eu à long terme un impact net sur le destin de l’Empire. Lors de la quatrième croisade une défense maritime qui fait défaut sera la cause première du sac de Constantinople, catastrophe qui ébranlera l’État byzantin jusque dans ses fondements. L’Empire amorce ce déclin lui-même au IXe siècle quand il recourt de plus en plus aux Italiens pour compenser sa propre faiblesse navale à l’Ouest. Les républiques italiennes profitent de leur rôle d’intermédiaires dans le commerce maritime entre Byzance et l’Europe occidentale, marginalisant la marine marchande byzantine. Cela aura un effet néfaste sur la disponibilité des forces navales byzantines. En outre, au fur et à mesure que les républiques italiennes sortent de la sphère byzantine, elles commencent inévitablement à poursuivre leurs propres politiques à tel point qu’à partir de la fin du XIe siècle, elles passent de la protection de l’Empire à son exploitation et parfois à son pillage, annonçant l’assujettissement financier et politique de l’Empire à leurs intérêts. Le manque d’une marine forte s’est certainement fait durement ressentir pour les Byzantins à cette époque comme les commentaires de Kékauménos en témoignent. Des empereurs puissants et dynamiques comme Manuel II Comnène et Michel VIII Paléologue réussissent à ranimer la puissance maritime de Byzance. Mais, même après s’être débarrassés des Vénitiens, ces derniers sont remplacés par les Génois et les Pisans. Le commerce reste ainsi le monopole des Latins qui continuent de détourner les profits au détriment de Byzance. De surcroît, à la mort de ces empereurs, leurs œuvres disparaissent rapidement. Après 1204 et malgré la brève exception du règne de Michel VIII, les fortunes de la petite marine byzantine sont intimement liées aux alliances changeantes avec les républiques maritimes italiennes.
D’une perspective globale de l’histoire byzantine, l’étude montre que la croissance et le déclin de la puissance navale traduisent bien le flux et le reflux du sort de l’Empire, constat qui a conduit le byzantinologue français Louis Bréhier à remarquer ceci : « Les époques de domination de l’Empire byzantin sont celles lors desquelles il avait le contrôle des mers et c’est quand il le perdit que les revers arrivèrent ».